# Список выпусков телепередачи «Разрушители легенд»
«Разрушители легенд» (англ. MythBusters) — это научно-развлекательная телевизионная передача, созданная австралийской компанией Beyond Television Productions для канала Discovery.
Последовательной системы для распределения эпизодов «Разрушителей легенд» в сезоны не существует. У шоу нет определённого календаря для периодов трансляции. На официальном сайте «Разрушителей легенд» эпизоды разделены по календарным годам. С другой стороны, Discovery выпускает DVD, которые иногда следуют за календарным годом, а иногда нет. Кроме того, Discovery продаёт «коллекции», в которых распределяют эпизоды по-другому — в каждую коллекцию входит от 10 до 12 эпизодов из разных сезонов. В данный списке эпизоды распределены по календарным годам, также как в официальном руководстве.
Всего, включая специальные эпизоды, в эфир вышло 296 серий.

## Обзор сезонов
| Сезон | Серии | Серии | Даты показа      | Даты показа          |
| Сезон | Серии | Серии | Первая серия     | Последняя серия      |
| ----- | ----- | ----- | ---------------- | -------------------- |
| ПЭ    | 3     | 3     | 23 января 2003   | 7 марта 2003         |
| 2003  | 8     | 8     | 23 сентября 2003 | 12 декабря 2003      |
| 2004  | 17    | 17    | 11 января 2004   | 22 декабря 2004      |
| 2005  | 26    | 26    | 2 февраля 2005   | 16 ноября 2005       |
| 2006  | 28    | 28    | 11 января 2006   | 13 декабря 2006      |
| 2007  | 25    | 25    | 10 января 2007   | 12 декабря 2007      |
| 2008  | 20    | 20    | 16 января 2008   | 19 ноября 2008       |
| 2009  | 23    | 23    | 8 апреля 2009    | 28 декабря 2009      |
| 2010  | 24    | 24    | 4 января 2010    | 22 декабря 2010      |
| 2011  | 22    | 22    | 6 апреля 2011    | 30 ноября 2011       |
| 2012  | 21    | 21    | 25 марта 2012    | 25 ноября 2012       |
| 2013  | 11    | 11    | 1 мая 2013       | 17 октября 2013      |
| 2014  | 15    | 15    | 4 января 2014    | 21 августа 2014      |
| 2015  | 14    | 14    | 10 января 2015   | 5 сентября 2015      |
| 2016  | 12    | 12    | 2 января 2016    | 6 марта 2016         |
| 2017  | 6     | 6     | 15 ноября 2017   | 20 декабря 2017      |
| 2018  | 8     | 8     | 3 января 2018    | 28 февраля 2018 (UK) |
| СП    | 13    | 13    | 21 марта 2004    | 1 мая 2013           |

## Список эпизодов

### Пилотные эпизоды
| № в сериале | № в сезоне | Название                                                     | Дата премьеры  | № в общем |
| --- | ---------- | ------------------------------------------------------------ | -------------- | --------- |
| P1 | Special1   | «Реактивный "шевроле"» «Jet-Assisted Chevy»                  | 23 января 2003 | 1         |
| Проверенные мифы: Может ли автомобиль, оборудованный ракетой, разогнаться до 480 км/час, оторваться от земли и врезаться в скалу? Если съесть много конфет Pop Rocks, (шипучие конфеты, выделяющие газ) и выпить много колы, то в желудке произойдёт взрыв. Примечание: Ведущие только Адам Сэвидж и Джейми Хайнеман. Первое появление Хизер Джозеф-Витэм.                                                                                    |            |                                                              |                |           |
| P2 | Special2   | «Бисквитная базука» «Biscuit Bazooka»                        | 23 января 2003 | 2         |
| Проверенные мифы: Полного человека может засосать в вакуумный туалет в самолёте. Взорвавшаяся банка с бисквитным тестом ударила женщину в голову, при этом ей показалось, что в неё попала пуля. Юрист случайно выпал из окна, бежав по офису на 24 этаже небоскрёба. Примечание: Первое появление Кэри Байрон. |            |                                                              |                |           |
| P3 | Special3   | «Булочки с маком и тест на наркотики» «Poppy-Seed Drug Test» | 7 марта 2003   | 3         |
| Проверенные мифы: Покрытие всего тела человека золотой краской может убить, так как кожа перестанет дышать, как это было показано в фильме про Джеймса Бонда Голдфингер. Мог ли Ларри Уолтерс взлететь на шезлонге, привязав к нему метеорологические зонды, а затем благополучно приземлиться, стреляя в шары из пневматического ружья? Если съесть маковый пирог, то тест на наркотики покажет, что вы находитесь под действием наркотиков. |            |                                                              |                |           |

### Сезон 2003
| № в сериале | № в сезоне | Название                                                          | Дата премьеры    | № в общем |
| --- | ---------- | ----------------------------------------------------------------- | ---------------- | --------- |
| 1 | 1          | «Взрывающийся унитаз» «Exploding Toilet»                          | 23 сентября 2003 | 4         |
| Проверенные мифы: Убийца может убить кого-либо, выстрелив пулей, сделанной изо льда, которая не оставит следа. Убийца может убить кого-либо, выстрелив пулей, сделанной из мяса, которая не оставит следа. Убийца может убить кого-либо, выстрелив пулей, сделанной из желатина, которая не оставит следа. Убийца может убить кого-либо, выстрелив из зонтика капсулой с ядом, которая не оставит следа. Если налить бензин в унитаз и поджечь его, то унитаз взорвётся Можно меньше намокнуть, если бежать под дождём, а не идти. |            |                                                                   |                  |           |
| 2 | 2          | «Уничтожение сотового телефона» «Cell Phone Destroys Gas Station» | 3 октября 2003   | 5         |
| Проверенные мифы: Если во время заправки автомобиля бензином разговаривать по сотовому телефону, то бензин может взорваться. Силиконовые имплантаты могут взорваться при нахождении человека на больших высотах, то есть при низком давлении воздуха. Компакт-диски могут разорваться, если их поместить в высокоскоростные (то есть со скоростью 40x и выше) устройства чтения. |            |                                                                   |                  |           |
| 3 | 3          | «Бочка с кирпичами» «Barrel of Bricks»                            | 10 октября 2003  | 6         |
| Проверенные мифы: Каменщик, опускающий бочку с кирпичами через блок, может быть ранен несколько раз, если бочка с кирпичами тяжелее него Мочеиспускание на контактный рельс электропоезда приводит к поражению электрическим током. Пенни на рельсах может привести к аварии поезда. Бумажник из кожи электрического угря может размагнитить магнитную полоску на кредитной карточке за счёт статического электричества. |            |                                                                   |                  |           |
| 4 | 4          | «Падение пенни» «Penny Drop»                                      | 17 октября 2003  | 7         |
| Проверенные мифы: Пенни, сброшенный с небоскрёба, развивает достаточную скорость для того, чтобы убить пешехода внизу или воткнуться в тротуар. Зуб с пломбой может принимать сигналы радио, которые передаются через зубной нерв и слышатся человеком. Если очень долго что-либо держать в работающем солярии, то оно поджарится. Можно взорвать микроволновую печь, положив туда металлический предмет. Если стакан воды разогреть в микроволновой печи, а затем вытащить, он взорвётся от перегрева. В микроволновой печи можно высушить шерсть пуделя.                                                                                |            |                                                                   |                  |           |
| 5 | 5          | «Заживо похороненный» «Buried Alive»                              | 24 октября 2003  | 8         |
| Проверенные мифы: Падая в воду с большой высоты, можно спастись, швырнув впереди себя в воду молоток, устранив тем самым поверхностное натяжение. Имеется в виду, что падающий входит в воду случайным образом, а не вертикально, как это делают прыгуны в воду. Кола может...: - ...удалять пятна крови; - …удалять ржавчину; - ...быть использована как чистящее средство для туалета; - ...очищать хром; - ...растворить за ночь зуб; - ...растворить кусок мяса; - ...очистить пенни; - ...очищать контакты батареек; - ...удалять жирные пятна с белья; - ...убить сперматозоид Можно остаться в живых, если тебя похоронили заживо. |            |                                                                   |                  |           |
| 6 | 6          | «Пирсинг притягивает молнию» «Lightning Strikes/Tongue Piercings» | 11 ноября 2003   | 9         |
| Проверенные мифы: Металлический пирсинг на теле увеличивает шанс поражения молнией Во время осады города соседним кланом жители венгерского городка Пакш за ночь построили пушку из дерева, но только навредили себе из-за того, что при первом пробном выстреле пушка взорвалась. Использование различных веществ и трюков может помочь обмануть алкотестер. |            |                                                                   |                  |           |
| 7 | 7          | «Вонючая машина» «Stinky Car»                                     | 5 декабря 2003   | 10        |
| Проверенные мифы: «Корвет», загрязнённый разложившимся в нём телом...: - ...будет иметь полностью разрушенный салон; - ...не может быть полностью очищен от вони; - ...не может быть очищен от вони в достаточной мере, чтобы его продать Некий фермер был выброшен на 60 метров из дренажной штольни. Он залез внутрь штольни после того, как залил туда бензин и поджёг его, чтобы убить енота, и, таким образом, непредумышленно спровоцировал выбросивший его взрыв. |            |                                                                   |                  |           |
| 8 | 8          | «Побег из Алькатраса» «Alcatraz Escape»                           | 12 декабря 2003  | 11        |
| Проверенные мифы: Заключённые сбежали из Алькатраса, используя надувной плот из дождевиков. Кряканье утки не порождает эха. В человека, сдающего кровь в Красном кресте, незаметно запускают микрочип, контролирующий его мозг. Он попадает в организм с потоком крови и может быть обнаружен портативным металлоискателем. |            |                                                                   |                  |           |

### Сезон 2004
| № в сериале | № в сезоне | Название                                                                         | Дата премьеры    | № в общем |
| --- | ---------- | -------------------------------------------------------------------------------- | ---------------- | --------- |
| 9 | 1          | «Взрывная декомпрессия» «Explosive Decompression»                                | 11 января 2004   | 12        |
| Проверенные мифы: Если в результате выстрела в салоне авиалайнера пуля попадёт в фюзеляж, то произойдёт взрывная декомпрессия, отверстие начнёт разрастаться и самолёт разрушится, как это показано в фильмах. Группа деревенских жителей использовала патрон калибра .22 для замены перегоревшего в грузовике предохранителя. Однако в процессе езды патрон нагрелся и выстрелил, попав водителю в мошонку. Водителю понадобилась помощь хирурга. Если с помощью стального троса привязать заднюю ось полицейского автомобиля к фонарному столбу, то, когда автомобиль поедет, ось выдернет из-под него, как это было показано в фильме Американские граффити. |            |                                                                                  |                  |           |
| 10 | 2          | «Куриная пушка» «Chicken Gun»                                                    | 18 января 2004   | 13        |
| Проверенные мифы: Замороженная курица лучше пробивает самолёт или поезд по сравнению с размороженной. Человек, запихивая бельё в перегруженную стиральную машину, залез в неё ногами, а затем случайно её включил. Человек погиб, ударившись во время вращения о полку, вокруг рассыпался стиральный порошок и отбеливатель. Когда позже собака этого человека прибежала и помочилась на смесь порошка с отбеливателем, произошёл взрыв, а затем пожар. Женщина во время купания проглотила оплодотворённое яйцо осьминога, которое созрело у неё в желудке, и со стороны казалось, что она забеременела. |            |                                                                                  |                  |           |
| 11 | 3          | «Шаги, разрушившие мост» «Break Step Bridge»                                     | 25 января 2004   | 14        |
| Проверенные мифы: Солдаты, шагающие в ногу по мосту, могут его разрушить, вызвав гармонические колебания моста, если они будут шагать с частотой, равной резонансной частоте конструкции моста. Восьмёрка гребцов развивает скорость, достаточную для того, чтобы тянуть за собой стоящего на водных лыжах человека. Фекальная колиморфная бактерия может успешно существовать в щетине зубной щётки. |            |                                                                                  |                  |           |
| 12 | 4          | «Затопление «Титаника» «Sinking Titanic»                                         | 22 февраля 2004  | 15        |
| Проверенные мифы: Золотые рыбки не могут запомнить что-либо больше, чем на 3 секунды. Тонущее судно создаёт сильную воронку, которая может увлечь вас под воду, если вы находитесь вблизи. Говорят, такое случилось, когда затонул «Титаник». Тромбонист поместил в сурдинку своего тромбона петарду, а затем в финале исполнения «Увертюры 1812 года» взорвал её. Сурдинка вылетела из трубы и сбила с ног дирижёра, который упал в зал, раструб трубы раскрылся, а кулису выбросило из тромбона. |            |                                                                                  |                  |           |
| 13 | 5          | «Похороненный в бетоне» «Buried in Concrete»                                     | 25 февраля 2004  | 16        |
| Проверенные мифы: Джимми Хоффа был похоронен на поле стадиона Giants Stadium. Яд паука-сенокосца более ядовит, чем яд любого другого паука, но, к счастью, паук не может прокусить кожу человека. Такси, следующее за реактивным лайнером, может быть перевёрнуто ударом его реактивной струи, при включении двигателя лайнера на полную мощность. |            |                                                                                  |                  |           |
| 14 | 6          | «Перепроверка» «Myths Revisited»                                                 | 8 июня 2004      | 17        |
| Проверенные мифы: Солдаты, шагающие в ногу по мосту, могут его разрушить, вызвав гармонические колебания моста (эп. «Шаги, разрушившие мост»). Замороженная курица, используемая во время проверки опасности столкновения с птицами, лучше пробивает самолёт или поезд, по сравнению с размороженной (эп. «Куриная пушка»). Утверждается, что существуют пули из льда, которые тают после попадания в жертву, затрудняя таким образом расследование (эп.«Взрывающийся унитаз»). Если во время заправки автомобиля бензином разговаривать по сотовому телефону, то бензин может взорваться (эп. «Уничтожение сотового телефона»). Если в горячей машине оставить аэрозольный баллончик или бутылку с колой, они могут взорваться (эп. «Бисквитная базука»). Надувной бюстгальтер может взорваться в самолёте при наборе высоты (эп. «Уничтожение сотового телефона»). Мочеиспускание на находящуюся под напряжением металлическую изгородь приводит к поражению электрическим током (эп. «Бочка с кирпичами»). Если покрыть тело человека золотой краской, он может погибнуть от удушья, как в фильме про Джеймса Бонда Голдфингер (эп. «Булочки с маком и тест на наркотики»). Примечание: Первое появление Тори Белечи, Скотти Чэпмэн и "Мифтерна" Кристины Чемберлейн. |            |                                                                                  |                  |           |
| 15 | 7          | «Аквалангист и Автомобильные штучки» «Scuba Diver and Car Capers»                | 27 июля 2004     | 18        |
| Проверенные мифы: Аквалангиста может засосать пожарным вертолётом, собирающим воду для тушения. Вертолёт сбросит воду на горящий лес, и аквалангист, таким образом, окажется в лесу. Если выхлопную трубу автомобиля чём-либо заткнуть, то двигатель будет выведен из строя. Если пуля пробьёт бензобак, он взорвётся. Дверь машины может защитить от пули в перестрелке. Двигатель выйдет из строя, если в бак залить жидкий очиститель для канализации. Двигатель выйдет из строя, если в бак залить отбеливатель. Двигатель выйдет из строя, если в бак насыпать сахар. Если в топливо добавить нафталиновые шарики, то это увеличит мощность двигателя. Если у вас высох радиатор, то вместо охлаждающей жидкости можно залить колу. Если радиатор прохудился, то утечку можно остановить, разбив в него сырое яйцо. Кусочек металла может вывести двигатель из строя, если попадёт в карбюратор. Двигатель выйдет из строя, если в масло добавить отбеливатель. |            |                                                                                  |                  |           |
| 16 | 8          | «Древний луч смерти» «Ancient Death Ray»                                         | 29 сентября 2004 | 19        |
| Проверенные мифы: Архимед создал луч смерти, отразив солнечный свет, и этим лучом поджёг римские корабли. Запах, выделяемый скунсом, может быть удалён с помощью...: - ...томатного сока; - ...химчистки; - ...специальной смеси; - ...пива; - ...душа. Пуля может быть остановлена...: - ...книгой; - ...колодой карт; - ...зажигалкой «Zippo»; - ...шестимиллиметровыми щитами из поликарбоната, которыми пользовались «разрушители»; - ...дюймовыми (25,4 мм) щитами из поликарбоната, которые считаются пуленепробиваемыми. |            |                                                                                  |                  |           |
| 17 | 9          | «Смертельный лифт, Машина для левитации» «Elevator of Death, Levitation Machine» | 6 октября 2004   | 20        |
| Проверенные мифы: Если в последний момент перед приземлением падающего лифта подпрыгнуть, то можно смягчить удар и выжить. Обычный человек в состоянии самостоятельно сделать судно на воздушной подушке, потратив менее 500$. Примечание: Последнее появление фольклориста Хизер Джозеф-Витэм. |            |                                                                                  |                  |           |
| 18 | 10         | «Антирадар» «Beat the Radar Detector»                                            | 13 октября 2004  | 21        |
| Проверенные мифы: Если держаться за большой лист фанеры, падая с высотного здания, можно замедлить падение и выжить. Можно замедлить падение и выжить, используя в качестве парашюта зонтик. Не нарушая закон, можно обмануть полицейский радар или лазерный локатор...: - ...позвякивая связкой ключей; - ...подвесив зеркальный шар к зеркалу заднего вида; - ...подвесив компакт-диск к зеркалу заднего вида; - ...покрыв колпаки фольгой; - ...покрыв фольгой всю машину; - ...заглушив лазерный локатор, установив на переднем номере светодиоды; - ...заглушив лазерный локатор, покрыв светодиодами всю машину; - ...заглушить радар с помощью микроволновки; - ...выстреливая впереди машины кусочки оловянной фольги, имитируя дипольные противорадиолокационные отражатели; - ...прикрепив на крыше зеркальное колесо, крутящееся медленнее, чем едет машина; - ...покрасив машину в матово-чёрный цвет, чтобы поглощать волны радара; ...если покрыть машину специальной краской, изготовленной по технологии «стелс». |            |                                                                                  |                  |           |
| 19 | 11         | «Зыбучие пески - убийцы» «Quicksand»                                             | 20 октября 2004  | 22        |
| Проверенные мифы: Показываемые в фильмах зыбучие пески, способные полностью поглотить человека или животное, существуют в действительности. Падение бытового электроприбора в ванну, полную воды, смертельно для находящегося в ней человека. Татуировки взрываются при проведении магнитно-резонансной томографии. |            |                                                                                  |                  |           |
| 20 | 12         | «Взрывающийся леденец» «Exploding Jawbreaker»                                    | 27 октября 2004  | 23        |
| Проверенные мифы: Если разгрызть «зубодробилку» (твёрдый круглый леденец с начинкой из надувающейся жевательной резинки; меняет цвет по мере того, как его сосут), разогретую в микроволновке или на солнце прямо в обёртке, она может взорваться. Рабочий случайно погиб от электростатического разряда, образовавшегося на ПВХ трубе во время её пескоструйной обработки. Обычной игральной картой можно убить человека, если метнуть её с достаточной силой. |            |                                                                                  |                  |           |
| 21 | 13         | «Спасительный пинг-понг» «Pingpong Rescue»                                       | 3 ноября 2004    | 24        |
| Проверенные мифы: Для подъёма затонувшего судна можно использовать шарики для пинг-понга. Связка воздушных шариков может поднять в воздух четырёхлетнего ребёнка. |            |                                                                                  |                  |           |
| 22 | 14         | «Подъёмник-катапульта» «Boom-Lift Catapult»                                      | 10 ноября 2004   | 25        |
| Проверенные мифы: Автогидроподъёмник (автовышка с люлькой, используется для выполнении высотных монтажных работ) может катапультировать оператора на 60 метров. При езде на автомобиле с включённым кондиционером расходуется меньше топлива, чем при езде с открытыми окнами. |            |                                                                                  |                  |           |
| 23 | 15         | «Взрывающийся дом» «Exploding House»                                             | 16 ноября 2004   | 26        |
| Проверенные мифы: Злоупотребление инсектицидами может привести к взрыву дома. Беседы помогают растениям расти и развиваться. Современные технологии делают выражение «найти иголку в стоге сена» устаревшим. |            |                                                                                  |                  |           |
| 24 | 16         | «Астронавт династии Мин» «Ming Dynasty Astronaut»                                | 5 декабря 2004   | 27        |
| Проверенные мифы: Астролог XV века из Китая улетел в космос на 47 бамбуковых ракетах, прикреплённых к трону. Вечный двигатель может быть создан, и он будет в состоянии снабжать энергией жилой дом. Обычный бытовой потолочный вентилятор может отрубить человеку голову. |            |                                                                                  |                  |           |
| SP1 | Special1   | «С Новым годом!» «Viewers-Choice/Christmas Special»                              | 22 декабря 2004  | 28        |
| Проверенные мифы: Замороженная индейка может взорваться, если её слишком быстро опустить в кастрюлю с кипящим маслом. Если в бутылку с шампанским положить серебряную ложку, то газ из вина будет выходить медленнее, и оно дольше останется шипучим. Падающая сосулька способна убить человека. Одетый снеговик тает медленнее, чем обычный. Струя мочи может заледенеть на морозе. Разведение огня в камине понижает температуру в других комнатах дома. Десятка самых интересных мифов по мнению зрителей: 10. CD-ROM вдребезги (эп. «Уничтожение сотового телефона»); 9. Куриная пушка(эп. «Куриная пушка»); 8. Обмануть тест на алкоголь (эп. «Пирсинг притягивает молнию»); 7. Взрывающиеся конфеты (эп. «Реактивный "шевроле"»); 6. Человек на воздушном шаре (эп. «Булочки с маком и тест на наркотики»); 5. Бочка с кирпичами (эп. «Бочка с кирпичами»); 4. Вонючая машина (эп. «Вонючая машина»); 3. Побег из Алькатраса (эп. «Побег из Алькатраса»); 2. Реактивное шевроле (эп. «Реактивный "шевроле»); 1. Пушка из дерева (эп. «Пирсинг притягивает молнию»). Примечание: Это специальный эпизод. |            |                                                                                  |                  |           |

### Сезон 2005
| № в сериале | № в сезоне | Название                                                                                       | Дата премьеры   | № в общем |
| --- | ---------- | ---------------------------------------------------------------------------------------------- | --------------- | --------- |
| SP2 | Special1   | «Бенефис Бастера» «Buster Special»                                                             | 2 февраля 2005  | 29        |
| Этот спецвыпуск — прощание с первой моделью Бастера. В выпуске приведены несколько лучших моментов, в которых Бастер играет главную роль — начиная от его появления в выпуске «Взрывающийся туалет» и заканчивая прощальным выпуском «Астронавт династии Мин». Примечание: Это специальный эпизод. |            |                                                                                                |                 |           |
| SP3 | Special2   | «Кто лучший Разрушитель?» «Ultimate MythBusters»                                               | 9 февраля 2005  | 30        |
| Адам и Джейми соревнуются сразу в нескольких забавных дисциплинах за звание «лучшего Разрушителя». Проверяется изобретательность, отвага и многое другое. Задания: 1. Построить машину, способную забросить лепёшку как можно дальше; 2. Испытание на храбрость; 3. Определить на глаз вес предмета; 4. Сбросить яйцо с крыши мастерской, не разбив его, с помощью двух апельсинов, пары резиновых перчаток, бумаги, 1,5 метров изоленты, 6 метров верёвки и прочего «мусора, валяющегося по мастерской»; 5. Чей болевой порог выше (дуэль на пейнтбольных маркерах); 6. Тест по содержанию предыдущих выпусков. Примечание: Это специальный эпизод. |            |                                                                                                |                 |           |
| 25 | 1          | «Коричневая нота» «Brown Note»                                                                 | 16 февраля 2005 | 31        |
| Проверенные мифы: Человека сильно отбросит назад, если в него попадёт пуля. Инфразвук определённой частоты способен заставить человека потерять контроль над прямой кишкой. Китайская пытка водой может свести с ума. |            |                                                                                                |                 |           |
| 26 | 2          | «Сальсовый побег» «Salsa Escape»                                                               | 23 февраля 2005 | 32        |
| Проверенные мифы: Мексиканский заключённый успешно использовал соус сальса для того, чтобы вызвать коррозию прутьев решётки и сбежать. Пропитанный водой шёлк достаточно крепок, чтобы согнуть с помощью него прутья тюремной решётки, если завязать шёлковую повязку вокруг пары прутьев, вставить палку и прокрутить. Такой приём был показан в фильме Шанхайский полдень. Динамитная шашка может удалить остатки бетона со стенок бетономешалки. Динамитная шашка может удалить кусок бетона, застывший в бетономешалке из-за халатности. |            |                                                                                                |                 |           |
| 27 | 3          | «Взрывающийся переносной туалет» «Exploding Port-a-Potty»                                      | 2 марта 2005    | 33        |
| Проверенные мифы: Если зажечь сигарету в переносном туалете, наполненном метаном, то туалет взорвётся. Сломанный карданный вал, попав одним концом в выбоину во время движения, может заставить автомобиль перевернуться. |            |                                                                                                |                 |           |
| 28 | 4          | «Заразна ли зевота?» «Is Yawning Contagious?»                                                  | 9 марта 2005    | 34        |
| Проверенные мифы: На склоне длиной 400 м игрушечная машинка обгонит настоящий автомобиль «Додж Вайпер», если они будут катиться только под действием силы тяжести. Человек подсознательно хочет зевать, если кто-то рядом с ним зевает. Бутерброд с большей вероятностью падает маслом вниз, чем вверх. |            |                                                                                                |                 |           |
| SP4 | Special3   | «Вырезанное» «MythBusters Outtakes»                                                            | 16 марта 2005   | 35        |
| В этом выпуске демонстрировались сцены, ранее вырезанные из выпусков передачи. Зрителей познакомили с деталями следующих эпизодов: - Спасительный пинг-понг (эп. «Спасительный пинг-понг») : Калан украл один из шариков для пинг-понга; - Фанерный строитель (эп. «Антирада»): Проблемы с «планированием» у Джейми и отказ Кристин исполнять опасный трюк; - Китайская пытка водой (эп. «Коричневая нота»): Скотти и Тори тоже подвергались этой пытке; - Заживо похороненный (эп. «Заживо похороненный»): Попытки Адама и продюсера передачи превзойти результаты Джейми; - Убрать бетон (эп. «Сальсовый побег»): Попытки Тори вручную очистить стенки цементовоза; - Иголка в стоге сена (эп. «Взрывающийся дом»): Черновые варианты машины для нахождения иголки, предложенные Адамом; - Побег из Алькатраса (эп. «Побег из Алькатраса»): Проверились теории того, как сбежавшая троица могла запутать следователей ФБР; - Шаги, разрушившие мост (эп. «Шаги, разрушившие мост»): Именно в этом выпуске впервые показали перепроверку мифа о разрушении моста резонансом. Первоначально этот сюжет был вырезан из Выпуск 14. Перепроверка (2 сезон). - Унесённые (эп. «Спасительный пинг-понг»): Команда проверяет на какой высоте лопнут гелиевые шарики (оказалось, что на высоте 7000-7600 метров); - Бумажник из кожи угря (эп. «Бочка с кирпичами»): Адам и Джейми проверяют, могут ли неодимовые магниты размагничивать кредитную карту. Карты размагничивались с первой же попытки, но этот эпизод вырезали, т.к. регистрирующая аппаратура отказывалась работать рядом с такими мощными магнитами, а потому Разрушители не могли предоставить показатели магнетометра; - Взрывающийся дом (эп. «Взрывающийся дом»): Адам и Джейми проверяли, могут ли другие предметы (опилки, мука, солома) привести к взрыву и пожару, в случае возникновения случайной искры; - Смертельный лифт (эп. «Смертельный лифт, Машина для левитации»): Эксперт по лифтам ответил на вопросы о лифтовых мифах. Выяснилось, что нельзя заставить лифт двигаться быстрее, нажимая на его кнопки, нельзя отсечь человеку голову при помощи закрывающихся дверей, и что нельзя испытать невесомость, прыгая в лифте. Также в этот выпуск вошли отдельно смонтированные мифы, ранее полностью вырезанные из выпусков передачи: - Нахождение рядом с радиостанцией может привести к взрыву татуировки (эп. «Зыбучие пески - убийцы»); - Можно получить бесплатную (сворованную) энергию, поместив свёрнутую витками упаковочную проволоку под линией электропередач (эп. «Астронавт династии Мин»); - Мифы, связанные с Колой (эп. «Заживо похороненный»); - Если положить на рельсы монетки, то проехавший по ним поезд сойдёт с рельс (эп. «Бочка с кирпичами»). Примечание: Это специальный эпизод. |            |                                                                                                |                 |           |
| 29 | 5          | «Охлаждение пива» «Cooling a Six-Pack»                                                         | 23 марта 2005   | 36        |
| Проверенные мифы: Упаковку из шести банок пива можно быстро охладить, если закопать её в песок, полить бензином и поджечь. Древние вавилоняне создали первые в истории несовершенные батарейки для...: - ...гальванизации? - ...электроакупунктуры? - ...испытать религиозное озарение? |            |                                                                                                |                 |           |
| 30 | 6          | «Сын оружия» «Son of a Gun»                                                                    | 30 марта 2005   | 37        |
| Проверенные мифы: Во времена войны Севера и Юга один солдат оплодотворил женщину: пуля, ранившая его в мошонку, затем попала женщине в таз, перенеся, таким образом сперматозоид из яичка к матке. Во время грозы человек может быть поражён ударом электричества через телефон во время разговора. Во время грозы человек может быть поражён ударом электричества во время купания в душе. Примечание: Последнее регулярное появление Скотти Чэпмэн и последнее появление "Мифтерна" Кристины Чемберлейн. |            |                                                                                                |                 |           |
| SP5 | Special4   | «Шоппинг до упаду» «Shop 'til You Drop»                                                        | 6 апреля 2005   | 38        |
| В этом выпуске рассказывалось о том, как и у каких поставщиков Разрушители покупают материалы для строительства реквизита. Одновременно был раскрыт рецепт баллистического желатина, и сказано, что часто упоминаемая ведущими «чёрная книжка» — это Pocket Ref (автор Томас Дж. Гловер) — карманный справочник по единицам измерения, ремонту автомобиля, химии, физике, размерам труб, краскам, растворителям и многому другому. Примечание: Это специальный эпизод. |            |                                                                                                |                 |           |
| SP6 | Special5   | «За кулисами» «MythBusters Revealed»                                                           | 27 апреля 2005  | 39        |
| Этот эпизод позволяет телезрителям заглянуть за кулисы передачи. В интервью с Адамом, Джейми, Кэри, Тори и продюсером программы Питером Рисом показаны различные аспекты создания передачи. Также можно почувствовать характер личных отношений, сложившихся у ведущих программы. Примечание: Это специальный эпизод. |            |                                                                                                |                 |           |
| SP7 | Special6   | «Голливуд на проверке» «Hollywood on Trial»                                                    | 11 мая 2005     | 40        |
| Проверенные мифы: Пули, отскакивающие от предметов, высекают искры. Алюминиевая краска, которой покрыли актёра Джека Хейли в фильме Волшебник страны Оз» привела к отрицательной реакции, и актёр попал в больницу. Человек крепкого телосложения способен выломать деревянную дверь. Можно пролететь через стекло без серьёзных ран. Разлитый бензин можно поджечь сигаретой. Примечание: Это специальный эпизод. Первое появление Гранта Имахара. |            |                                                                                                |                 |           |
| 31 | 7          | «Разбить бокал» «Breaking Glass»                                                               | 18 мая 2005     | 41        |
| Проверенные мифы: Стеклянный фужер для вина разобьётся, если человек будет петь нужную ноту. Катящийся камень действительно не может обрасти мхом. Пылесос может работать как реактивный двигатель, если засосёт бензин. |            |                                                                                                |                 |           |
| 32 | 8          | «Реактивный ранец» «Jet Pack»                                                                  | 9 июня 2005     | 42        |
| Проверенные мифы: Реактивный ранец можно построить по имеющимся в открытом доступе чертежам, закупив необходимые материалы в Интернете, имея ограниченные финансовые средства. Энергия пирамид существует, и её можно приспособить для различных целей в быту. |            |                                                                                                |                 |           |
| 33 | 9          | «Убийственная при авиакатастрофе поза» «Killer Brace Position»                                 | 22 июня 2005    | 43        |
| Проверенные мифы: Рекомендуемая пассажирам при аварии самолёта поза на самом деле была придумана в авиационной промышленности для экономии денег, так как дешевле один раз заплатить компенсацию в связи с гибелью пассажира, чем платить пожизненную пенсию инвалиду (или оплачивать длительное лечение). Общение по сотовому во время вождения может быть так же опасно, как и вождение в пьяном виде. |            |                                                                                                |                 |           |
| 34 | 10         | «Пуленепробиваемая вода» «Bulletproof Water»                                                   | 13 июля 2005    | 44        |
| Проверенные мифы: От пуль можно спастись под водой. На качелях, подвешенных на цепях, раскачавшись, можно сделать оборот 360° («солнышко»), при этом цепи будут прямыми. На качелях жёсткой конструкции, раскачавшись, можно сделать оборот 360°. |            |                                                                                                |                 |           |
| SP8 | Special7   | «Челюсти» «Jaws Special»                                                                       | 17 июля 2005    | 45        |
| Проверенные мифы: Если прострелить водолазный баллон, он взорвётся. Белая акула может затянуть бочку под воду. Акула может удерживать бочку под водой. Белая акула может протаранить противоакулью клетку. Белая акула может протаранить шлюпку и оставить в ней пробоину. Белая акула может тянуть шлюпку назад с такой силой, что вода будет переливаться через корму. Чтобы заставить акулу уплыть прочь или хотя бы отразить её атаку, её нужно ударить в нос, глаз или жабры. Акул можно ловить, используя прочную упругую проволоку (струну) в качестве лески (из вырезанной сцены фильма Челюсти). Примечание: Это специальный двухчасовой эпизод. Эпизод посвящён фильму Челюсти. |            |                                                                                                |                 |           |
| 35 | 11         | «Из рогатки за границу» «Border Slingsho»                                                      | 27 июля 2005    | 46        |
| Проверенные мифы: Нелегальные иммигранты попадают на территорию США при помощи гигантской рогатки. |            |                                                                                                |                 |           |
| 36 | 12         | «Коробка салфеток — убийца» «Killer Tissue Box»                                                | 3 августа 2005  | 47        |
| Проверенные мифы: Обычная коробка с салфетками, оставленная на панели под задним стеклом автомобиля, может убить человека во время аварии. Коробка салфеток останется целой после аварии. Стрелу, уже торчащую в мишени, можно расщепить надвое с торца до острия, как это было показано в фильме Приключения Робина Гуда, попав в неё другой стрелой. |            |                                                                                                |                 |           |
| 37 | 13         | «Парашют из аварийного трапа» «Escape Slide Parachute»                                         | 10 августа 2005 | 48        |
| Проверенные мифы: Надувной спасательный плот можно использовать в качестве парашюта при падении с самолёта и безопасно приземлиться (как в фильме Индиана Джонс и храм судьбы). Это же можно сделать с помощью надувного аварийного трапа. Человек, пристёгнутый к заднему сиденью стюардессы, может пережить разрушение самолёта во время полёта вследствие того, что хвостовая часть самолёта смягчит падение, погасив энергию столкновения с землёй. Несколько пилотов Канадских ВВС были обезглавлены из-за того, что гель для волос, которым они пользовались, воспламенившись от короткого замыкания, взорвался в насыщенной кислородом кабине самолёта. |            |                                                                                                |                 |           |
| 38 | 14         | «Перепроверка: Унесённые, взрывная декомпрессия, кто намокнет сильнее» «MythBusters Revisited» | 12 октября 2005 | 49        |
| Проверенные мифы: Человека сильно отбросит назад, если в него попадёт пуля (эп. «Коричневая нота»). Если в результате выстрела в салоне авиалайнера пуля попадёт в фюзеляж, то произойдёт взрывная декомпрессия (эп. «Взрывная декомпрессия»). Можно остаться почти сухим, если бежать под дождём, а не идти (эп. «Взрывающийся унитаз»). Если держаться за большой лист фанеры, падая с высотного здания, можно замедлить падение и выжить (эп. «Антирадар»). Автомобиль чёрного цвета нагревается сильнее, чем точно такой же автомобиль белого цвета. (эп. «Бисквитная базука»). При езде на автомобиле с включённым кондиционером расходуется меньше топлива, чем при езде с открытыми окнами (эп. «Подъёмник-катапульта»). Если пуля пробьёт бензобак, он взорвётся (эп. «Аквалангист и Автомобильные штучки»). |            |                                                                                                |                 |           |
| 39 | 15         | «Китайская сигнализация» «Chinese Invasion Alarm»                                              | 19 октября 2005 | 50        |
| Проверенные мифы: Древние китайцы могли узнать о вражеском подкопе, используя барабан, помещённый в специальную яму. Правило пяти секунд справедливо для пищи, упавшей на пол. Сиденье унитаза — самое чистое место в доме. Собачья пасть чище человеческого рта. |            |                                                                                                |                 |           |
| 40 | 16         | «Ракета конфедератов» «Confederate Rocket»                                                     | 26 октября 2005 | 51        |
| Проверенные мифы: Во время гражданской войны в США конфедераты создали двухступенчатую ракету и запустили её из Ричмонда в Вашингтон, при этом ракета пролетела расстояние более 190 километров. |            |                                                                                                |                 |           |
| 41 | 17         | «Легенды о водке» «Vodka Myths»                                                                | 2 ноября 2005   | 52        |
| Проверенные мифы: Два седельных тягача столкнулись лоб в лоб так, что их было невозможно разделить. После того как их отвезли как одно целое на свалку, между ними обнаружили расплющенную малолитражку с убитым водителем внутри. Водка поможет избавиться...: - ... от запаха ног; - ... от несвежего дыхания. |            |                                                                                                |                 |           |
| 42 | 18         | «Ботинки с металлическим носком» «Steel Toe-Cap Amputation»                                    | 9 ноября 2005   | 53        |
| Проверенные мифы: Ботинки с металлическим носком (защищающие пальцы ног от падения тяжестей) опаснее обычных ботинок, так как от падения груза металлическая защита носка деформируется, и изгибается таким образом, что может отрезать пальцы ступни, в то время как без защиты пальцы бы просто расплющило. Согласно японской игровой телепередаче, посвящённой слухам, человека можно запустить на 40 метров, используя 50 трёхлитровых водяных ракет. |            |                                                                                                |                 |           |
| 43 | 19         | «Морская болезнь — лечить, или…?» «Seasickness - Kill or Cure»                                 | 16 ноября 2005  | 54        |
| Проверенные мифы: Морскую болезнь можно преодолеть...: - ...с помощью спрея для языка с запахом корицы; - ...с помощью имбирной пилюли; - ...с помощью магнитного браслета; - ...надев манжет для дефибрилляции; - ... использовав плацебо, например, витамин или сладкую пилюлю. Ехать на грузовичке-пикапе экономичнее с откинутым задним бортом. Если заткнуть дуло дробовика пальцем, он взорвётся и травмирует стрелка. |            |                                                                                                |                 |           |

### Сезон 2006
| № в сериале | № в сезоне | Название | Дата премьеры    | № в общем |
| --- | ---------- | --- | ---------------- | --------- |
| 44 | 1          | «Бумажный самострел» «Paper Crossbow»                                                                                                   | 11 января 2006   | 55        |
| Проверенные мифы: Один заключённый может убить другого издалека, использовав сделанный из газеты самострел. Может ли водка...: - ...избавить одежду от запаха табачного дыма; - ...убивать пчёл как инсектицид; - ...быть использована как очиститель для ванной. |            | |                  |           |
| 45 | 2          | «Расщеплённый самолёт» «Shredded Plane»                                                                                                 | 18 января 2006   | 56        |
| Проверенные мифы: Хвостовая часть самолёта на широко распространённой фотографии была расщеплена...: - ...рассвирепевшей женой с бензопилой; - ...работающим пропеллером самолёта. Огонь можно добыть...: - ...трением двух палочек друг о друга; - ...выстрелом из огнестрельного оружия, удалив пулю из патрона; - ...с помощью донышка алюминиевой банки из-под колы, отполированной шоколадом; - ...с помощью металлической мочалки и аккумулятора; - ...использовав лёд. |            | |                  |           |
| 46 | 3          | «Смертельные лучи Архимеда» «Archimedes Death Ray»                                                                                      | 25 января 2006   | 57        |
| Проверенные мифы: Деревянный корабль можно поджечь с помощью множества бронзовых зеркал (перепроверка мифа из эп. «Древний луч смерти»). Примечание: Первое появление "Мифтерна" Джесс Нельсон. |            | |                  |           |
| 47 | 4          | «Гелиевый мяч» «Helium Football» | 1 февраля 2006   | 58        |
| Проверенные мифы: Обычный мяч для американского футбола можно забросить дальше, накачав его гелием до стандартного давления (0,9 атм). Можно поймать пулю зубами. |            | |                  |           |
| 48 | 5          | «Змей Франклина» «Franklin's Kite» | 8 марта 2006     | 59        |
| Проверенные мифы: Бенджамин Франклин открыл электрическую природу молнии, запуская змея во время грозы. К метеоризму может привести потребление...: - ...фасоли; - ...газированных напитков; - ...говядины; Кишечными газами можно задохнуться. Запах кишечных газов можно нейтрализовать спичкой. В этом выпуске не были показаны два мифа: - Привлекательные женщины не испускают газов (позже показан в эп. «Специальный почтовый ящик»); - Кишечные газы можно зажечь (позже показан в эп. «25 избранных моментов»); |            | |                  |           |
| 49 | 6          | «Мобильный телефон в самолёте» «Cell Phones on Planes»                                                                                  | 15 марта 2006    | 60        |
| Проверенные мифы: Можно летать на спасательном плоту, наполненном гелием. Запрет на пользование мобильными телефонами в самолёте придуман, чтобы заставить пассажиров пользоваться дорогим самолётным телефоном. |            | |                  |           |
| 50 | 7          | «Выстрел в воздух» «Bullets Fired Up»                                                                                                   | 19 апреля 2006   | 61        |
| Проверенные мифы: Пуля, которой выстрелили в воздух, при падении представляет смертельную опасность. Водкой можно снять следы токсикодендрона. Водкой можно безболезненно снять лейкопластырь. Водку можно превратить в качественную методом угольной фильтрации. |            | |                  |           |
| 51 | 8          | «Перепроверка: Ракета из салями. Расщепить стрелу. Стрельба под водой.» «Myths Re-Opened»                                               | 26 апреля 2006   | 62        |
| Проверенные мифы: В качестве топлива для гибридной ракеты можно применить салями (перепроверка мифа из эп. «Ракета конфедератов»). Стрелу, уже торчащую в мишени, можно расщепить надвое с торца до острия (перепроверка мифа из эп. «Коробка салфеток — убийца»). Из современного оружия можно стрелять, полностью погрузив его в воду (дополнение к эп. «Пуленепробиваемая вода»). |            | |                  |           |
| 52 | 9          | «Манипуляция сознанием» «Mind Control»                                                                                                  | 3 мая 2006       | 63        |
| Проверенные мифы: Небольшую комнату можно быстро покрасить, взорвав динамит в ведре с краской. Манипуляция сознанием без ведома объекта манипуляций может быть осуществлена с помощью...: - ...псионного шлема, заказанного через интернет; - ...пульсирующего воздуха («подсознательного акустического манипулятора»); - ...вращающегося магнита; - ...тихого, неслышного, но якобы действующего на подсознание звука; - ...«машины для гипноза на расстоянии» (устройства, издающего слышимые неприятные звуки). |            | |                  |           |
| 53 | 10         | «Взрывающиеся штаны» «Exploding Pants»                                                                                                  | 10 мая 2006      | 64        |
| Проверенные мифы: Применяемые в сельском хозяйстве химикаты, будучи пролитыми на штаны, при определённых условиях могут привести к самовозгоранию. Можно ли добиться более дешёвого километра пробега, используя...: - ...магниты в карбюраторе; - ...добавку ацетона в бензин; - ...«чудо-карбюратор»; - ...водород в качестве топлива; - ...отработанное растительное масло, выбрасываемое заведениями общепита. |            | |                  |           |
| 54 | 11         | «Преступления и расследования: Великое голливудское ограбление» «Crimes and Myth-Demeanors 1»                                           | 12 июля 2006     | 65        |
| Проверенные мифы: Человек может незамеченным залезть по вертикальному воздуховоду, используя (миф из фильма Огненная ловушка)...: - ...магниты; - ...присоски. Человек может обойти лазерный луч детектора движения (первый миф из фильма Западня)...: - ...надув пудры в то место, где проходит луч; - ...используя прибор ночного видения; - ...направив на датчик другой лазер; - ...используя рамку с зеркалами. В стеклянную дверь можно войти...: - ...вырезав кусок стекла и сняв его присоской; - ...просверлив отверстие. Человек может обмануть датчик давления, расположенный под стеклянным колпаком (второй миф из фильма Западня)...: - ...просунув между колпаком и датчиком нож и используя жвачку, чтобы удерживать датчик в исходном положении; - ...просунув между колпаком и датчиком нож и примотав его изолентой. Сейф можно быстро взломать...: - ...воспользовавшись стетоскопом; - ...просверлив отверстие и визуально проследив за штырьками. С помощью системы магнитов или присосок можно взобраться на 23-этажное здание. |            | |                  |           |
| 55 | 12         | «Паровая пушка» «Steam Cannon» | 19 июля 2006     | 66        |
| Проверенные мифы: Коробка из-под хлопьев питательнее, чем сами хлопья. Можно построить мощную паровую пушку, используя технику времён Архимеда. Из всей команды «разрушителей» у Адама самые коричневые зубы. |            | |                  |           |
| 56 | 13         | «Водоворот смерти/Снегоочиститель» «Whirlpool/Snowplow»                                                                                 | 26 июля 2006     | 67        |
| Проверенные мифы: Приливно-отливный водоворот может затопить...: - ...контейнеровоз; - ...рыболовецкий траулер; - ...человека. Проезжающий снегоочиститель создаёт достаточное давление, чтобы перевернуть автомобиль. |            | |                  |           |
| 57 | 14         | «Кока-кола и «Ментос»» «"Mentos and Soda»                                                                                               | 9 августа 2006   | 68        |
| Проверенные мифы: Почему бросание Ментоса в бутылку колы (особенно диетической) приводит к небольшому «гейзеру»? Марка, приклеенная к вертолётному винту, может разбалансировать его и привести к аварии. |            | |                  |           |
| 58 | 15         | «Сабвуфер, разбивающий окна» «Shattering Subwoofer»                                                                                     | 16 августа 2006  | 69        |
| Проверенные мифы: Можно сделать настолько мощную автомобильную акустическую систему, что сабвуфер разрушит автомобиль. Быстрая езда по неровной дороге уменьшает тряску. |            | |                  |           |
| 59 | 16         | «Преступления и расследования-2» «Crimes and Myth-Demeanors 2»                                                                          | 23 августа 2006  | 70        |
| Проверенные мифы: Можно ли обмануть сканер отпечатков пальцев, установленный на двери, используя...: - ...копию правильного отпечатка, сделанную из латекса; - ...копию правильного отпечатка, сделанную из баллистического геля; - ...бумажную копию правильного отпечатка. Можно ли обмануть инфракрасный датчик движения...: - ...охладив тело углекислотным огнетушителем; - ...использовав неопреновый гидрокостюм; - ...вывалявшись в грязи; - ...нагрев комнату до температуры тела; - ...надев теплоизолирующий скафандр, применяемый пожарными для тушения сложных пожаров; - ...поместив между вором и датчиком стекло. Можно ли обмануть ультразвуковой датчик движения...: - ...надев толстую стёганую одежду; - ...держа перед собой простыню; - ...двигаясь очень медленно. Вор может проделать электросваркой отверстие в сейфе, наполнить его водой и взорвать, не повредив содержимое сейфа и не включив блокиратор, реагирующий на разбивание стекла (Миф основан на одной из сцен фильма Медвежатник.                               |            | |                  |           |
| 60 | 17         | «Машина для землетрясений» «Earthquake Machine»                                                                                         | 30 августа 2006  | 71        |
| Проверенные мифы: Никола Тесла изобрёл устройство, которое, будучи прикреплено к предмету (зданию, мосту и т.д.) и настроено на определённую частоту, вызывает эффект, внешне похожий на землетрясение. Может ли убить человека поставленная на плиту...: - ...лавовая лампа; - ...жестяная банка фасоли; - ...банка тушёнки; - ...стеклянная банка молока. |            | |                  |           |
| 61 | 18         | «Соломинка пробивает пальму» «Deadly Straw»                                                                                             | 6 сентября 2006  | 72        |
| Проверенные мифы: Соломинка, унесённая ураганным ветром, может пробить пальму. Ветер может сдуть перья с курицы. Проверки на детекторе лжи доказывают, что все живые существа обладают частью некого всеобщего сознания. |            | |                  |           |
| SP9 | Special1   | «Два часа киномифов» «Mega Movie Myths»                                                                                                 | 13 сентября 2006 | 73        |
| Проверенные мифы: Придурки из Хаззарда: Автомобиль может прыгнуть на большое расстояние, используя кучу земли как трамплин, и приземлиться с минимальными повреждениями и без потери скорости. Большой переполох в маленьком Китае: Замок можно открыть, прострелив его из...: - ...пистолета; - ...прострелив его жакановской пулей или винтовочным патроном. Остин Пауэрс: Голдмембер: На автомобиле можно установить скрытое катапультируемое сиденье. Индиана Джонс и храм судьбы: Человек может замедлить падение, пролетев через несколько матерчатых навесов. Другой мир: Можно сбежать сквозь пол, расстреляв вокруг себя круг. Граф Монте-Кристо: Меч может разрубить другой меч. Неофициальный миф: Разрушители мифов действительно знают, как уничтожить фильм. Примечание: Это специальный двухчасовой эпизод. |            | |                  |           |
| 62 | 19         | «Смертельный трос» «Killer Cable Snaps»                                                                                                 | 11 октября 2006  | 74        |
| Проверенные мифы: Если натянутый трос оборвётся, он может разрезать человека пополам. Со старого кувшина можно извлечь звуки тех времён. |            | |                  |           |
| 63 | 20         | «Опасный баллон» «Air Cylinder Rocket»                                                                                                  | 18 октября 2006  | 75        |
| Проверенные мифы: Баллон со сжатым воздухом может...: - ...пробить бетонную стену; - ...стать двигателем катера. Двигатель может работать на порохе. |            | |                  |           |
| 64 | 21         | «Перепроверка: Меч против пулемёта. Езда по неровной дороге-2. Ракета из салями. Езда с опущенным задним бортом» «More Myths Revisited» | 25 октября 2006  | 76        |
| Проверенные мифы: Меч может разрубить надвое пулемётный ствол (спин-офф мифа Меч против меча из эп. «Два часа киномифов»). Чтобы лобовое стекло не разбилось от вылетевшего из-под колёс камня, его надо придерживать рукой (спин-офф мифа Езда по неровной дороге из эп. «Сабвуфер, разбивающий окна»). Для гибридной ракеты в качестве топлива можно применить салями (перепроверка мифа Ракета из салями из эп. «Перепроверка: Ракета из салями. Расщепить стрелу. Стрельба под водой»). С точки зрения экономии топлива, выгоднее ездить на грузовичке-пикапе с откинутым задним бортом, чем с поднятым (перепроверка мифа Задний борт — поднять или опустить из эп. «Морская болезнь — лечить, или…?»). Задний борт из пластиковой сетки экономичнее обычного металлического борта (спин-офф мифаЗадний борт — поднять или опустить из эп. «Морская болезнь — лечить, или…?»). |            | |                  |           |
| 65 | 22         | «Взрывающаяся зажигалка» «Exploding Lighter»                                                                                            | 1 ноября 2006    | 77        |
| Проверенные мифы: Искры от сварки способны взорвать зажигалку. Если зажигалку оставить в сушилке для белья, она взорвётся. Зажигалка может взорваться, если ударить по ней клюшкой для гольфа. Если зажигалку оставить в автомобиле, она может взорваться. Взрыв зажигалки может привести к смерти. 500 зажигалок внутри одного автомобиля могут взорваться со смертельной силой. Может ли достаточно искусный стрелок...: - ...отпустить монету, вытащить пистолет из кобуры и выстрелить пять раз, прежде чем монета упадёт на землю; - ...прострелить серебряный доллар насквозь; - ...спасти висельника, перестрелив верёвку. |            | |                  |           |
| 66 | 23         | «Бетонный планер» «Concrete Glider» | 8 ноября 2006    | 78        |
| Проверенные мифы: Планер может быть сделан из бетона. Поток воздуха от проходящего поезда способен засосать человека на рельсы. |            | |                  |           |
| 67 | 24         | «Огнестрельный фольклор» «Firearms Folklore»                                                                                            | 29 ноября 2006   | 79        |
| Проверенные мифы: Можно попасть из револьвера в патронник другого револьвера. Снайпер может убить другого снайпера, попав ему в оптический прицел (см. Карлос Хэскок). Во время гражданской войны две пули столкнулись в воздухе и соединились в единое целое. Когда два молотка соударяются друг о друга, или когда молот бьёт по наковальне, хотя бы один из молотков разбивается с разрушительной силой. |            | |                  |           |
| 68 | 25         | «Антигравитация» «Anti-Gravity Device»                                                                                                  | 6 декабря 2006   | 80        |
| Проверенные мифы: Антигравитация возможна. Тепло, выделяемое новогодней иллюминацией, может зажечь ёлку. Водкой можно вылечить человека, ужаленного медузой. |            | |                  |           |
| SP10 | Special2   | «Новогодние мифы» «Holiday Special» | 6 декабря 2006   | 81        |
| Проверенные мифы: Если замороженная индейка упадёт, она может...: - ...раздавить ногу; - ...раздавить кота или собаку. Индейку можно приготовить с помощью...: - ...СВЧ-антенны; - ...радиолокационной станции. Чтобы ёлка дольше стояла, можно применить...: - ...удобрение; - ...отбеливатель; - ...лимонад; - ...обезболивающее; - ...виагру (в передаче её называли «маленький помощник Санты»); - ...лак для волос; - ...уретан; - ...ничего (контрольная). Кока-кола и «Ментос»: заумная машина - В этот раз Адам и Джейми решили не развеивать никаких мифов, а всего лишь сделать машину Руба Голдберга в новогоднем стиле. Примечание: Это специальный эпизод. Это первый эпизод, вышедший в эфир с новой заставкой и показанный в высокой чёткости. |            | |                  |           |
| 69 | 26         | «Семикилометровое падение» «22,000-Foot Fall»                                                                                           | 13 декабря 2006  | 82        |
| Проверенные мифы: Человек может выжить, упав с высоты 7 км через стеклянный потолок, если прямо перед падением под ним на земле взорвалась 500-килограммовая бомба. Оставлять свет включённым экономнее, чем выключать его. |            | |                  |           |

### Сезон 2007
| № в сериале | № в сезоне | Название                                                | Дата премьеры   | № в общем |
| --- | ---------- | ------------------------------------------------------- | --------------- | --------- |
| 70 | 1          | «История «Гинденбурга»» «Hindenburg Mystery»            | 10 января 2007  | 83        |
| Проверенные мифы: Дирижабль Гинденбург потерпел крушение из-за очень огнеопасного состава краски, а не из-за водорода, закачанного в баллоны. От крокодила легко убежать, двигаясь зигзагом. |            |                                                         |                 |           |
| 71 | 2          | «Пиратские мифы» «Pirate Special»                       | 17 января 2007  | 84        |
| Проверенные мифы: Во время морских боёв щепки от попавшего в борт ядра были опаснее самого ядра. Пираты носили повязку на одном глазу, чтобы лучше видеть в тёмном трюме (в трюме повязка перемещается на другой глаз, и глазам не надо адаптироваться к изменению освещённости). Пираты не только пили ром, он служил им пятновыводителем. Пират может быстро спуститься из «вороньего гнезда», воткнув нож в парус и проехав на ноже (попутно разорвав парус надвое). Примечание: Это специальный двухчасовой эпизод. |            |                                                         |                 |           |
| 72 | 3          | «Машина под водой» «Underwater Car»                     | 24 января 2007  | 85        |
| Проверенные мифы: Когда автомобиль погружается в воду, двери невозможно открыть до полного заполнения автомобиля водой. Человек может выйти из машины, упавшей в воду...: - ...сразу после попадания в воду; - ...как только вода в машине поднимется до уровня талии; - ...когда вода снаружи покроет стекло машины. Человек может открыть окно...: - ...используя ручку подъёма стекла; - ...используя электрические стеклоподъёмники; - ...разбить окно связкой ключей; - ...разбить стекло сотовым телефоном; - ...разбить стекло каблуком ботинка; - ...разбить стекло аварийным молотком; - ...разбить стекло ударом кернера. Даже очень большой сухой лист бумаги нельзя сложить вдвое больше семи раз, делая каждый из сгибов перпендикулярно предыдущему. |            |                                                         |                 |           |
| 73 | 4          | «Дорожные камеры» «Speed Cameras»                       | 7 марта 2007    | 86        |
| Проверенные мифы: Действительно ли камера безопасности дорожного движения...: - ...не «видит» автомобиль, если использовано кристаллизованное покрытие номерного знака; - ...не видит номер автомобиля, если на номерной знак нанесено прозрачное линзообразное покрытие; - ...не видит номер автомобиля через пластиковую упаковку; - ...не видит номер автомобиля, на который был нанесён лак для волос; - ...не видит номер автомобиля, обработанный коммерческим искажающим аэрозолем; - ...не может снять автомобиль, двигающийся с достаточно большой скоростью; - ...может заснять пролетающую мимо птицу. Камера не сможет сделать корректный снимок номера, если заменить перед камерой один номерной знак на другой (Неофициальная проверка Джейми Хайнемана). Дефибрилляция может послужить причиной взрыва грудных нитроглицериновых аппликаторов (нитроглицериновых пластырей). |            |                                                         |                 |           |
| 74 | 5          | «Мифы о собаках» «Dog Myths»                            | 14 марта 2007   | 87        |
| Проверенные мифы: Старую собаку невозможно обучить чему-либо новому. Можно ли отвлечь сторожевую собаку...: - ...бросив ей кусок мяса; - ...действуя пассивно; - ...действуя агрессивно; - ...используя запах кормящей суки; - ...используя запах волчьей мочи; - ...используя мочу течной суки; - ...Грант: …протащив чучело кота; - ...Тори: …пробравшись в бочке на колёсах; - ...Кэри: …пробравшись в беличьем колесе с пластиковой обечайкой. Ищейку можно сбить со следа...: - ...запутывая след (двигаться зигзагами, проходить один и тот же участок в разных направлениях, залезать на дерево и т. д.); - ...пройдя по воде; - ...насыпав перца; - ...сменив одежду на свежестиранную; - ...использовав одеколон или кофе; - ...двигаясь по городским закоулкам с большим количеством других запахов. |            |                                                         |                 |           |
| 75 | 6          | «Мифы возвращаются» «More Myths Revisited»              | 21 марта 2007   | 88        |
| Проверенные мифы: Тромбонист поместил в сурдинку своего тромбона петарду, а затем в финале исполнения Увертюры 1812 года взорвал её. Сурдинка вылетела из трубы и сбила с ног дирижёра, который упал в зал, раструб трубы раскрылся, а кулису выбросило из тромбона (миф Безумный тромбонистиз эп. «Затопление «Титаника»). Снайпер может убить второго снайпера, попав ему в прицел (эп. «Огнестрельный фольклор»). Если заткнуть дуло дробовика пальцем, ружьё взорвётся и травмирует стрелка (миф Палец в стволе из эп. «Морская болезнь — лечить, или…?»). Если в стволе винтовки калибра .30-06 оставить пристрелочный лазер, винтовка взорвётся, а ствол раскроется(спин-офф мифа Палец в стволе из эп. «Морская болезнь — лечить, или…?» ). Когда два молотка соударяются друг о друга, или когда молот бьёт по наковальне, хотя бы один из молотков разбивается с разрушительной силой (миф Молоток против молотка из эп. «Огнестрельный фольклор»). |            |                                                         |                 |           |
| 76 | 7          | «Погасить огонь голосом» «Voice Flame Extinguisher»     | 11 апреля 2007  | 89        |
| Проверенные мифы: Огонь можно погасить...: - ...человеческим голосом (без усилителя); - ...звуком вообще. Гипноз позволяет...: - ...заставить человека что-то делать против его воли; - ...лучше вспоминать что-либо. |            |                                                         |                 |           |
| 77 | 8          | «Фургон с птицами» «Birds in a Truck»                   | 18 апреля 2007  | 90        |
| Проверенные мифы: Птицы, летающие внутри фургона, делают его легче. Катер, столкнувшийся с фарватерным знаком (трубой, торчащей из воды) на 25 узлах (45 км/ч), расщепится вдоль на две части. |            |                                                         |                 |           |
| 78 | 9          | «На что способен ниндзя» «Walking on Water»             | 25 апреля 2007  | 91        |
| Проверенные мифы: Ниндзя может бегать по воде. Ниндзя может ловить руками стрелы в полёте. Ниндзя может остановить меч, зажав его ладонями. |            |                                                         |                 |           |
| 79 | 10         | «Мифы о вестернах» «Western Myths»                      | 30 мая 2007     | 92        |
| Проверенные мифы: Ковбой может выстрелом сбить шляпу с головы, не нанеся вреда хозяину шляпы. Угонщик, пытаясь взломать автомобиль, случайно включил боковую подушку безопасности, и отмычка с силой вылетела из замочной скважины, пробив ему череп. Чтобы помочь человеку сбежать из тюрьмы, можно вырвать решётку лошадью. Узника можно освободить одной шашкой динамита. Серебряные пули, использовавшиеся Одиноким Рейнджером, эффективнее обычных свинцовых. |            |                                                         |                 |           |
| 80 | 11         | «Легенды о тягаче» «Big Rig Myths»                      | 6 июня 2007     | 93        |
| Проверенные мифы: Лопнувшая шина большегрузного автомобиля способна убить человека. Езда в «воздушном мешке» за тягачом поможет сэкономить горючее. Автомобиль может въехать в движущийся полуприцеп по откидному трапу. Велосипедист, находясь в «воздушном мешке» за тягачом, может развить «сумасшедшую скорость». (этот миф был вырезан и позже показан в эп. «Самолёты, поезда и автомобили» ) |            |                                                         |                 |           |
| 81 | 12         | «Герой и граната» «Grenades and Guts»                   | 13 июня 2007    | 94        |
| Проверенные мифы: Могут ли компакт-диски для самогипноза...: - ...помочь против укачивания; - ...сменить цвет глаз; - ...побороть боязнь пчёл. Если человек запьёт «Ментос» кока-колой, его желудок может лопнуть. Можно ли спасти товарищей, если...: - ...накрыть гранату собственным телом; - ...бросить гранату в ведро с водой; - ...закрыть гранату в холодильнике (из эпизода Мистер Монк и выборы сериала «Детектив Монк»). |            |                                                         |                 |           |
| 82 | 13         | «Зимний выпуск» «Snow Special»                          | 20 июня 2006    | 95        |
| Проверенные мифы: Сход лавины может быть спровоцирован...: - ...пением йодля; - ...щелчком кнута; - ...огнём из пулемёта; Язык может сильно примёрзнуть к замёрзшему металлическому столбу при касании. Езда задним ходом по обледенелой дороге обеспечивает лучшее сцепление, чем передним ходом. Примечание: Это специальный эпизод. |            |                                                         |                 |           |
| 83 | 14         | «Бейсбольные мифы» «Baseball Myths»                     | 8 августа 2007  | 96        |
| Проверенные мифы: Бита, наполненная пробкой, может отбить мяч дальше, чем обычная. Сухой мяч удаётся забросить дальше, чем отсыревший. Поэтому команды, которые хранят свои мячи в сыром помещении, реже получают «хоум-ран». Мяч можно закрутить настолько, что он взлетит вверх. Если не хватает доли секунды, чтобы добежать до базы, нужно упасть и проехать до неё «на пузе». Если очень сильно ударить по мячу, прорвутся швы на покрышке, и она слетит. Примечание: Специальный гость эпизода - Роджер Клеменс. |            |                                                         |                 |           |
| 84 | 15         | «Выбор зрителей» «Viewers' Special»                     | 15 августа 2007 | 97        |
| Проверенные мифы: Если чихать с открытыми глазами, глаза вылетят. Сорвавшийся автомобиль можно остановить, переключившись на задний ход. Можно убить человека, выстрелив в него окурком. Если прорезать отверстие в мяче для тенниса и сжать получившуюся грушу, то струя воздуха может открыть замок автомобиля (миф из распространённого в интернете видеоролика). Можно ли остановить удар ножа...: - ...книгой; - ...горстью монет; - ...толстой пачкой купюр. Так же в этом выпуске была продемонстрирована разница между «голливудским» взрывом автомобиля и тем, как это происходит в действительности. Для этой цели использовался автомобиль двенадцатилетнего подростка, который попросил Разрушителей: «Разнесите машину моих родителей». Примечание: Это специальный эпизод. |            |                                                         |                 |           |
| 85 | 16         | «Бык и красная тряпка» «Red Rag to a Bull»              | 22 августа 2007 | 98        |
| Проверенные мифы: Дверца духовки пуленепробиваема. Патроны, взрывающиеся внутри духовки, опасны. Если поместить в духовку оружие, оно самопроизвольно выстрелит (и будет опасным). Патроны, брошенные в костёр, опасны для жизни. Аэрозольный баллон, брошенный в костёр, опасен для жизни. Кег с пивом, брошенный в костёр, опасен для жизни. Огнетушитель, брошенный в костёр, опасен для жизни (вырезано и впоследствии представлено на сайте). Бык впадает в ярость от красного цвета. Бык, попав в посудную лавку, сделает в ней полный разгром. |            |                                                         |                 |           |
| 86 | 17         | «Час супергероя» «Superhero Hour»                       | 29 августа 2007 | 99        |
| Проверенные мифы: Супергерой может быстро взбираться на стены с помощью якоря-кошки, выстреливаемого из ручного линемёта. Супергерой может ударить противника кулаком так сильно, что оставит шрам, напоминающий рисунок на его кольце (из комикса Фантом). Супергерой может сменить повседневную одежду на костюм супергероя в телефонной будке менее чем за минуту. Чтобы проходить повороты на высокой скорости, автомобиль может выстрелить «кошкой» и прицепиться к близлежащему предмету. |            |                                                         |                 |           |
| 87 | 18         | «Эволюция мифов» «Myth Revolution»                      | 5 сентября 2007 | 100       |
| Проверенные мифы: Современный ниндзя способен оттолкнуть в сторону летящую пулю (эп. «На что способен ниндзя»). Если держать руль в правильном положении «без десяти два» и сработает подушка безопасности, большие пальцы оторвёт (миф Месть автомобиля из эп. «Мифы о вестернах»). RFID-метка взорвётся, если проходить магнитно-резонансную томографию (миф Взрывающиеся татуировки из эп. ««Зыбучие пески - убийцы»»). Человек может продлить своё пребывание под водой, дыша воздухом из автомобильной шины (эп. «Машина под водой»). Камера безопасности дорожного движения...: - ...не «видит» автомобиль, если использовано отражающее кристаллизованное покрытие номерного знака; - ...не видит номер автомобиля, если на номерной знак нанесено прозрачное линзообразное покрытие; - ...не видит номер автомобиля, обработанный коммерческим искажающим аэрозолем; - ...не может снять автомобиль, двигающийся с достаточно большой скоростью. Специально обученная собака может спасти попавшего под лавину (эп. «Зимний выпуск», вырезано и впоследствии представлено на сайте). |            |                                                         |                 |           |
| 88 | 19         | «Первопроходцы» «Trailblazers»                          | 31 октября 2007 | 101       |
| Проверенные мифы: Если поджечь след от простреленного бензобака, огонь догонит машину, и она взорвётся. Можно обогнать огонь, движущийся по дорожке из пороха, и пинком ноги разорвать её, прежде чем огонь дойдёт до бочки с порохом. Бочонок с порохом взорвётся от такого «бикфордова шнура». Может ли дефибриллятор сделать ожог, если случится разряд...: - ...на проволоку в бюстгальтере; - ...на пирсинг сосков. |            |                                                         |                 |           |
| 89 | 20         | «Взрывающийся водонагреватель» «Exploding Water Heater» | 7 ноября 2007   | 102       |
| Проверенные мифы: Электрический котёл для нагревания воды может взорваться и взлететь, как ракета, пробив крышу. Когда человека тащат лошадью, джинсы на нём могут загореться от трения. Если сидеть 6 часов в обтягивающих джинсах в горячей ванне (чтобы джинсы «сели» по ноге), может случиться закупорка сосудов. |            |                                                         |                 |           |
| 90 | 21         | «Полномасштабная проверка» «Special Supersized Myths»   | 14 ноября 2007  | 103       |
| Проверенные мифы: Акулы могут охотиться, ориентируясь по низкочастотным звуковым волнам, распространяющимся под водой. Присутствие дельфинов сдерживает акул от нападения на жертву. Могут ли двигатели «Боинга-747» перевернуть...: - ...такси; - ...школьный автобус; - ...небольшой самолёт. При помощи ракет автомобиль «Шевроле-Импала» может достичь скорости, достаточной, чтобы взлететь (спин-офф мифа из эп. «Реактивный "шевроле"»). Человек может кататься на водных лыжах позади настоящего круизного судна. Примечание: Это двухчасовой эпизод. Бывший Разрушитель Скотти Чэпмэн участвовала в этом эпизоде в качестве ассистента. |            |                                                         |                 |           |
| 91 | 22         | «Застрелить рыбу в бочонке» «Shooting Fish in a Barrel» | 21 ноября 2007  | 104       |
| Проверенные мифы: Человек может запросто застрелить рыбу, плавающую в бочонке. Можно ли устранить жжение от жгучего перца во рту с помощью...: - ...молока; - ...воды; - ...пива; - ...текилы; - ...зубной пасты; - ...вазелина; - ...васаби. Слоны боятся мышей. |            |                                                         |                 |           |
| 92 | 23         | «Пираты-2» «Pirates 2»                                  | 28 ноября 2007  | 105       |
| Проверенные мифы: Два пирата могут двигаться под водой, держа запас воздуха для дыхания в перевёрнутой шлюпке. Человек, закопанный в песок по шею, не может самостоятельно освободиться. В качестве импровизированных пушечных ядер можно использовать...: - ...картечь; - ...бутылки рома; - ...столовые приборы; - ...ножи для мяса: - ...деревянную ногу; - ...гвозди; - ...цепи. Лампочку можно разбить с помощью брызгалки (из сериала Секретный агент Макгайвер). Примечание: Это специальный эпизод. |            |                                                         |                 |           |
| 93 | 24         | «Паровой пулемёт конфедератов» «Confederate Steam Gun»  | 5 декабря 2007  | 106       |
| Проверенные мифы: Конфедераты построили работающий центробежный пулемёт на паровой тяге. Можно обмануть полиграф физическими или умственными средствами. Можно обмануть детектор лжи, действующий по принципу функциональной магнитно-резонансной томографии. Сгоревший плавкий предохранитель можно отремонтировать, обернув его фольгой (из сериала Секретный агент Макгайвер). |            |                                                         |                 |           |
| 94 | 25         | «Час самолётов» «Airplane Hour»                         | 12 декабря 2007 | 107       |
| Проверенные мифы: Необученный человек может посадить самолёт, руководствуясь подсказками с земли. Человек может падать с высоты 4000 футов (1200 м) в течение 90 секунд (из фильма На гребне волны). Во время свободного падения можно разговаривать (из фильма На гребне волны). Приняв обтекаемую позу, парашютист может догнать другого, прыгнувшего на 15 секунд раньше с высоты 5 км (из фильма На гребне волны). Утечку серной кислоты можно остановить с помощью шоколада и горячей воды (из сериала Секретный агент Макгайвер). |            |                                                         |                 |           |

### Сезон 2008
| № в сериале | № в сезоне | Название                                                    | Дата премьеры    | № в общем |
| --- | ---------- | ----------------------------------------------------------- | ---------------- | --------- |
| 95 | 1          | «Джеймс Бонд: Часть 1» «James Bond, Part 1»                 | 16 января 2008   | 108       |
| Проверенные мифы: Электромагнит, спрятанный в наручных часах, способен отклонять пули (вырезанная сцена из Живи и дай умереть). Если прострелить баллон с пропаном, он взорвётся (Казино «Рояль»). Катер, прыгнувший с трамплина, способен приводниться в полной исправности (Живи и дай умереть). Примечание: Это специальный эпизод, посвящённый Джеймсу Бонду. |            |                                                             |                  |           |
| 96 | 2          | «Свинцовый аэростат» «Lead Balloon»                         | 23 января 2008   | 109       |
| Проверенные мифы: Свинцовый аэростат не летает. Волну, образовавшуюся от подводного взрыва, можно использовать для сёрфинга. |            |                                                             |                  |           |
| 97 | 3          | «Самолёт на транспортёре» «Airplane on a Conveyor Belt»     | 30 января 2008   | 110       |
| Проверенные мифы: Самолёт не может взлететь с транспортёра, движущегося в противоположном направлении. Если заморозить баллончик пены для бритья, вскрыть, поместить в машину и дать оттаять, пена заполнит всю машину. Тараканы способны пережить ядерную войну и унаследовать Землю. Тараканы способны пережить пребывание под водой (вырезано и впоследствии представлено на сайте). |            |                                                             |                  |           |
| 98 | 4          | «Джеймс Бонд: Часть 2» «James Bond, Part 2»                 | 6 февраля 2008   | 111       |
| Проверенные мифы: Взрывчаткой в количестве, умещающемся в шариковой ручке, можно разорвать человека на части (Золотой глаз). Удачно брошенная шляпа-котелок с металлическими полями может отбить голову каменной скульптуре (Голдфингер). Металлическая вставная челюсть может применяться как инструмент для перекусывания троса (Лунный гонщик). Примечание: Это специальный эпизод, посвящённый Джеймсу Бонду. |            |                                                             |                  |           |
| 99 | 5          | «Выбор зрителей-2» «Viewers' Special 2»                     | 13 февраля 2008  | 112       |
| Проверенные мифы: Стрелы с наконечниками эффективнее заострённых кольев. Пулемёт может срубить дерево. Бейсболисты подводят глаза чёрной краской, чтобы их меньше слепило солнце. Можно покинуть застрявшую кабину канатной дороги, проскользив по тросу на штанах. Если поджечь порох, высыпающийся из дырявой бочки, порох догорит до бочки и взорвёт её. Можно дистанционно открыть машину, передав сигнал брелока сигнализации с помощью мобильного телефона (вырезано и впоследствии представлено на сайте). Примечание: Это специальный эпизод. Последнее появление "Мифтерна" Джесс Нельсон. |            |                                                             |                  |           |
| 100 | 6          | «Мифы о сериале Секретный агент Макгайвер» «MacGyver Myths» | 20 февраля 2008  | 113       |
| Проверенные мифы: Можно проделать дыру в стене, используя натрий и воду. Из «подножного мусора» можно сделать двухместный самолёт. Лёгкий самолёт может сесть даже с неисправным мотором (вырезано и впоследствии представлено на сайте). Лёгкий самолёт может лететь с мотором в 9 лошадиных сил (вырезано и впоследствии представлено на сайте). Тест на изобретательность: - Освободиться из комнаты. Для этого нужно взломать замок, используя вместо отмычки проволоку, удерживающую нить в лампочке. - Информация о дальнейшем маршруте запечатлена на фотоплёнке. К сожалению, в распоряжении нет никаких специализированных химикатов — только бытовые наподобие нашатырного спирта и апельсинового сока. - В записке фигурируют стороны света. Чтобы добраться до последнего пункта «побега», требуется сделать компас. - Компас привёл Адама и Джейми в брошенный «лагерь плохих». Сделать устройство, способное взлететь на 30 м в воздух и привлечь внимание пролетающего вертолёта. Примечание: Это специальный эпизод. |            |                                                             |                  |           |
| 101 | 7          | «Мифы Аляски» «Alaska Special»                              | 23 апреля 2008   | 114       |
| Проверенные мифы: Если собака затащит динамитную шашку под джип, взрывчатка проделает такую дыру во льду, что автомобиль утонет. Находясь долгое время в одиночестве (например, на зимовье), человек становится более раздражительным. Если столкновение с лосем неминуемо, торможение только повредит. Примечание: Это специальный эпизод. |            |                                                             |                  |           |
| 102 | 8          | «Неделя акул-2» «Shark Week Special 2»                      | 27 июля 2008     | 115       |
| Проверенные мифы: Попавший в кишащие акулами воды может избежать съедения, прикинувшись мёртвым. Попавший в акулью пасть ещё может успеть ткнуть акулу в глаз. Магнит отпугивает акул. Фонарь привлекает акул. Собака привлекает акул. Сальса (очень острая мексиканская приправа) отпугивает акул. Звук барахтающейся в воде раненой рыбы привлекает акул. Примечание: Это специальный двухчасовой эпизод. |            |                                                             |                  |           |
| 103 | 9          | «Взрывающийся бифштекс» «Exploding Steak»                   | 6 августа 2008   | 116       |
| Проверенные мифы: Взрывом можно отбить мясо. Раздражённый водитель расходует больше топлива. |            |                                                             |                  |           |
| 104 | 10         | «NASA на Луне» «NASA Moon Landing»                          | 27 августа 2008  | 117       |
| Проверенные мифы: Одна из фотографий NASA поддельная из-за непараллельности теней. Одна из фотографий NASA поддельная из-за того, что Олдрин виден в тени лунного модуля. Флаг не будет развеваться в вакууме. В вакууме невозможно сделать чёткий отпечаток сапога из-за отсутствия влаги. В пустоте молоток и перо будут падать с одинаковой скоростью. Кадры движения по Луне были сняты скоростной камерой, а потом замедлены. Астронавты «Аполлона» оставили на Луне уголковые отражатели, которые можно обнаружить, направив на них лазер. |            |                                                             |                  |           |
| 105 | 11         | «Вирусное видео» «Viral Hour»                               | 3 сентября 2008  | 118       |
| Проверенные мифы: Автомобиль может взлететь вверх на 5 метров, если присоединить к нему водяные шланги. Если напугать козу, она «падает в обморок». Если выстрелить опилками из пневматической пушки, а затем поджечь полученное облако, будет красивый шар огня. Можно сделать «невидимую воду», на которой будет плавать кораблик из фольги. iPod можно зарядить, воткнув USB-кабель в луковицу, погруженную в электролит (вырезано и впоследствии представлено на сайте). Не имея особого оборудования, можно получить явно неправдоподобное видео. |            |                                                             |                  |           |
| 106 | 12         | «Две телефонные книги» «Phone Book Friction»                | 10 сентября 2008 | 119       |
| Проверенные мифы: Два телефонных справочника, переплетённых своими страницами, невозможно разделить силой. Проверка финальной сцены фильма Глубокое синее море: - Порох можно поджечь дистанционно с помощью автомобильного аккумулятора, используя морскую воду как проводник.; - Акулу можно уверенно поразить гарпунным ружьём с 30 метров; - Десяти сигнальных ракет достаточно, чтобы сделать эквивалент 2,5 стандартных шашек динамита; - Порох, извлечённый из 10 ракет, сделает большой взрыв; - Человек способен пережить большой подводный взрыв в 15 метрах; |            |                                                             |                  |           |
| 107 | 13         | «Электрошоковый водомёт» «Water Stun Gun»                   | 17 сентября 2008 | 120       |
| Проверенные мифы: Можно сделать электрошоковое оружие, в котором проводниками служат струи воды. Правда ли, что взорвётся и затушит огонь...: - ...углекислотный огнетушитель с предохранительным клапаном; - ...водяной огнетушитель; - ...химический пенный огнетушитель; - ...углекислотный огнетушитель без предохранительного клапана. Хождение по углям — это акт превосходства духа над телом, который нельзя объяснить наукой. |            |                                                             |                  |           |
| 108 | 14         | «Слепой за рулём» «Blind Driving»                           | 8 октября 2008   | 121       |
| Проверенные мифы: Слепой человек может безопасно ездить, получая команды от пассажира. Поскольку крона дерева на 90 % состоит из воздуха, лучше бросить мяч прямо сквозь крону, а не пытаться перебросить мимо дерева. Подбитые металлом туфли притягивают молнию. Взрывная волна от C-4 может затолкнуть мяч в лунку (из фильма Гольф-клуб). |            |                                                             |                  |           |
| 109 | 15         | «Возвращение ниндзя» «Ninjas 2»                             | 15 октября 2008  | 122       |
| Проверенные мифы: Ниндзя может поймать стрелу в полёте. Приближаясь к цели, ниндзя может отбить мечом стрелу, а потом зарубить лучника, прежде чем он выстрелит второй раз. Ниндзя может прятаться под водой, дыша через духовую трубку — и в нужный момент выстрелить. Замаха в один дюйм хватает, чтобы сбить человека с ног. Примечание: Это специальный эпизод. |            |                                                             |                  |           |
| 110 | 16         | «Алкогольные мифы» «Alcohol Myths»                          | 22 октября 2008  | 123       |
| Проверенные мифы: Пьяному люди противоположного пола кажутся более привлекательными. Протрезветь можно...: - ...выпив чёрный кофе; - ...зарядкой; - ...окунув голову в ледяную воду; - ...пощёчиной. Хвачха (старинная корейская ракетная установка) может выстрелить 200 ракетами, которые пролетят на 500 ярдов (450 м) и устроят разгром во вражеской армии. |            |                                                             |                  |           |
| 111 | 17         | «Перевернётся ли мотоцикл?» «Motorcycle Flip»               | 29 октября 2008  | 124       |
| Проверенные мифы: Если бросить палку в спицы мотоцикла, он совершит кувырок через колесо (из фильма Индиана Джонс и последний крестовый поход). Можно ли спуститься со стены по верёвке, сделанной из...: - ...туалетной бумаги; - ...простыни; - ...волос; |            |                                                             |                  |           |
| 112 | 18         | «Восставший из мёртвых» «Coffin Punch»                      | 5 ноября 2008    | 125       |
| Проверенные мифы: Какие вещи способны выдержать выстрел: - Полицейский значок; - Портативный цифровой аудиопроигрыватель (iPod); - Три пиццы в теплоизолирующей обёртке; - Человеческий жир; - Мускулы; - Крахмальный клейстер; - Керамическая плитка, установленная на армированный стеклотканью гипсовый раствор; - Пряжка ремня (вырезано и впоследствии представлено на сайте) Человек, закопанный в гробу на глубине 2 метра, способен пробить кулаком крышку и выкопаться (из фильма Убить Билла). |            |                                                             |                  |           |
| 113 | 19         | «Идиомы» «End With a Bang»                                  | 12 ноября 2008   | 126       |
| Проверенные мифы: Если при падении перебирать ногами (держать колёса вращающимися), старт получится более быстрым. Какашку невозможно отполировать. Лучше закончить передачу взрывом (End With A Bang): Адам и Джейми подорвали мопед, а после этого сожгли термитом автомобиль. Не определившись, какая концовка лучше, они оставили это на голосование поклонникам. |            |                                                             |                  |           |
| SP12 | Special1   | «Выбор зрителей. Триквел» «Viewer Special Threequel»        | 19 ноября 2008   | 127       |
| Проверенные мифы: Бамбук, прорастающий сквозь тело, может служить орудием для пытки. Щелочные металлы, брошенные в ванну, приводят к большому взрыву. Сенбернары-спасатели носили на себе фляжки с бренди, чтобы не дать замёрзшему человеку умереть. Если поставить пианино в костёр, оно взорвётся оттого, что лопнут струны. Примечание: Это специальный эпизод. |            |                                                             |                  |           |

### Сезон 2009
| № в сериале | № в сезоне | Название                                                        | Дата премьеры                          | № в общем |
| --- | ---------- | --------------------------------------------------------------- | -------------------------------------- | --------- |
| 114 | 1          | «Гонки на выживание» «Demolition Derby»                         | 8 апреля 2009                          | 128       |
| Проверенные мифы: Чтобы успешно повернуть автобус на скорости в 55 миль в час (около 90 км/ч), нужно переместить пассажиров на одну сторону (из фильма Скорость) Может ли автомобиль проехать через то или иное препятствие (и остаться на ходу)? И главное, будет ли выглядеть столкновение так, как его показывают в кино? Может ли автомобиль проехать через...: - ...ряды овощного базара? - ...сетчатые ворота? - ...жилой прицеп? - ...полуприцеп (попутно оставшись без крыши)? Возможен ли такой рекламный ролик: автомобиль проезжает (с ходу) на скорости 142 мили в час (229 км/ч) дистанцию в 4000 футов (1,2 км), одновременно с высоты 4000 футов сбрасывается такой же автомобиль. Едущий автомобиль проезжает крест на долю секунды раньше, чем на этот крест упадёт сброшенное авто. Два седельных тягача столкнулись лоб в лоб так, что их было невозможно разделить. После того как их отвезли как одно целое на свалку, между ними обнаружили расплющенную малолитражку с убитым водителем внутри (перепроверка мифа Уменьшенная малолитражка из эп. «Легенды о водке»). Примечание: Это специальный двухчасовой эпизод. |            |                                                                 |                                        |           |
| 115 | 2          | «Аляска-2» «Alaska Special 2»                                   | 15 апреля 2009                         | 129       |
| Проверенные мифы: Пайкрит пуленепробиваемый. Пайкрит прочнее льда. Из пайкрита можно сделать лодку. Снегоочиститель с V-образным ножом может разрезать машину надвое, оставив водителя и пассажира неповреждёнными. Примечание: Это специальный эпизод. |            |                                                                 |                                        |           |
| 116 | 3          | «Бананы и картошка» «Banana Slip/Double-Dip»                    | 22 апреля 2009                         | 130       |
| Проверенные мифы: Банановая кожура настолько скользкая, что наступивший на неё гарантированно поскользнётся. Проверялись «народные» способы изготовления алмазов. Можно ли сделать алмазы...: - ...из графита и нитрата железа в скороварке. (Из эпизода «Пропавший сын» сериала C.S.I.: Место преступления Майами); - ...из древесного угля, покрытого арахисовым маслом и положенного в микроволновую печь; - ...резко охладив сплав графита и железа, потом вытравив железо соляной кислотой; - ...взрывчаткой. Поедание чипса в два приёма также загрязняет соус микробами, как взять соус в рот и выплюнуть. |            |                                                                 |                                        |           |
| 117 | 4          | «Возвращение YouTube» «YouTube Special»                         | 29 апреля 2009                         | 131       |
| Проверенные мифы: За счёт одной только пробуксовки шина может загореться. 7-футовый (~2,1 м) шар, сделанный из 5 миллионов деталей конструктора «Лего», под силу столкнуть с горы одному человеку. При этом он покатится по горе, отскочит от припаркованной машины и покатится дальше, не причинив вреда. 30 000 головок обычных шведских спичек приведут к «небольшому костру» — именно так авторами был назван столб огня высотой в 3 метра. «Громкоговоритель за один доллар», сделанный из одноразовой тарелки, алюминиевой фольги, монетки и разъёма, работает. Примечание: Это специальный эпизод, посвящённый YouTube. |            |                                                                 |                                        |           |
| 118 | 5          | «Плавание в сиропе» «Swimming in Syrup»                         | 6 мая 2009                             | 132       |
| Проверенные мифы: Плавание в сиропе столь же быстро как и в воде. Возможно открыть замок с помощью взрыва, поместив в него порох из шести патронов от револьвера, вставив пустую гильзу в дверную скважину и запалив ударом об капсюль. Основано на эпизоде из сериала Секретный агент Макгайвер. Дэви Кроккет мог выстрелом из мушкета разделить пулю пополам об лезвие топора на расстоянии 37 метров. |            |                                                                 |                                        |           |
| 119 | 6          | «Взрывающийся бампер» «Exploding Bumpe»                         | 13 мая 2009                            | 133       |
| Проверенные мифы: Автомобильный бампер с газовыми энергопоглотителями может взорваться в горящей машине и пролетев 15 метров сбить человека. Стрелы, выпущенные лучниками на скачущей галопом лошади, проникали в цель в два раза глубже, чем стрелы, выпущенные из стоячего положения. |            |                                                                 |                                        |           |
| 120 | 7          | «История про качели» «Seesaw Saga»                              | 20 мая 2009                            | 134       |
| Проверенные мифы: Парашютист, парашют которого не раскрылся, приземлился ногами на детские качели. Девочка на другом конце качель взлетела на крышу 7-этажного здания и осталась жива. |            |                                                                 |                                        |           |
| 121 | 8          | «Термит против льда» «Thermite vs. Ice»                         | 27 мая 2009                            | 135       |
| Проверенные мифы: Поджигание ведра, наполненного термитной смесью, на куске льда приведёт к взрыву. Вибрации, создаваемой автомобильным сабвуфером, достаточно, чтобы произошёл самопроизвольный выстрел из СКС Ударной волны от взрыва бомбы достаточно, чтобы спровоцировать выстрел из СКС. Если держать охотничий револьвер неправильным образом, то при выстреле может оторвать палец. |            |                                                                 |                                        |           |
| 122 | 9          | «Побег из тюрьмы - 2» «Prison Escape»                           | 3 июня 2009                            | 136       |
| Проверенные мифы: Можно ли...: - ...удержаться на крыше машины с открытыми окнами, когда она едет зигзагом; - ...удержаться на крыше машины с закрытыми окнами, когда она едет зигзагом; - ...удержаться на крыше машины, совершающей длинный поворот; - ...удержаться на крыше машины, совершающей резкое торможение; - ...удержаться на капоте машины, делающей зигзаги; - ...удержаться на капоте машины, совершающей длинный поворот; - ...удержаться на капоте машины, совершающей резкое торможение; - ...скинуть кого-либо с крыши машины, проехав через автомойку. С помощью зубной нити можно распилить металлическую решётку. Заключённый 18-го века поместил шар от своих кандалов в пушку для залпов и запустил себя за пределы тюремной стены, и выжил. |            |                                                                 |                                        |           |
| 123 | 10         | «Кручёная пуля» «Curving Bullets»                               | 10 июня 2009                           | 137       |
| Проверенные мифы: Сверхзвуковая пуля может (и должна) разбить любое стекло только с помощью созданного ей звукового удара. Сверзвуковая волна может разбить любое стекло. Возможно изогнуть траекторию пули вокруг препятствия, быстро двигая оружием во время выстрела (из фильма Особо опасен). |            |                                                                 |                                        |           |
| 124 | 11         | «Кабриолет против дождя» «Car vs. Rain»                         | 17 июня 2009                           | 138       |
| Проверенные мифы: Если ехать во время дождя в кабриолете с опущенной крышей на высокой скорости, то салон не промокнет. Попкорн можно приготовить...: - ...с помощью взрыва; - ...опилочной пушкой (из эп. «Вирусное видео»); - ...с помощью лазера. - Приготовление большого количества попкорна может разломать дом (из фильма Настоящий гений). |            |                                                                 |                                        |           |
| 125 | 12         | «Вышибание из носков» «Knock Your Socks Off»                    | 7 октября 2009                         | 139       |
| Проверенные мифы: Пуля, которую выстрелили горизонтально, и пуля, которую сбросили с той же высоты, упадут одновременно. Можно вышибить кого-либо из носков. |            |                                                                 |                                        |           |
| 126 | 13         | «Час липкой ленты» «Duct Tape Hour»                             | 14 октября 2009                        | 140       |
| Проверенные мифы: Герметизирующая клейкая лента способна...: - ...удержать автомобиль; - ...служить материалом для ремонта течи в корабле; - ...служить материалом для построения лодки; - ...служить материалом для пушки; - ...заменить клей при создании картофельной пушки. |            |                                                                 |                                        |           |
| 127 | 14         | «Грязная машина против чистой машины» «Clean Car vs. Dirty Car» | 21 октября 2009                        | 141       |
| Проверенные мифы: Грязный автомобиль имеет лучшую аэродинамику и расходует меньше топлива. Похмелье после употребления пива менее тяжко чем после смеси пива и крепких напитков. |            |                                                                 |                                        |           |
| 128 | 15         | «Масляное пламя» «Greased Lightning»                            | 28 октября 2009                        | 142       |
| Проверенные мифы: Если добавить в кипящее масло стакан воды, получится 9-метровый столб огня. Если положить в микроволновку пластичную взрывчатку C4 и поставить таймер на 60 секунд, будет взрыв. Сыр способен заменить пушечное ядро. |            |                                                                 |                                        |           |
| 129 | 16         | «Ураган и дом» «Hurricane Windows»                              | 4 ноября 2009                          | 143       |
| Проверенные мифы: Во время урагана в доме нужно открыть все окна, чтобы предотвратить разрушения. Если засунуть голову в сосуд с жидким азотом на 5 секунд, а после ударить по ней чем-то тяжёлым, она разлетится в щепки. Если заморозить дерево, оно взорвётся от расширения воды. |            |                                                                 |                                        |           |
| 130 | 17         | «Падение машины» «Crash and Burn»                               | 11 ноября 2009 (US) 2 ноября 2009 (UK) | 144       |
| Проверенные мифы: Машина взрывается каждый раз при падении с обрыва. В 17-м веке Логари Косан построил ракету, достиг на ней высоты 300 метров, и приземлился с помощью крыльев. |            |                                                                 |                                        |           |
| 131 | 18         | «Эволюция легенд» «Myth Evolution»                              | 18 ноября 2009                         | 145       |
| Проверенные мифы: В эп. «Взрывающийся водонагреватель» Адам и Джейми подтвердили легенду о ракете-водонагревателе в маленьком домике, но зрители просят, чтобы разрушители поставили его в двухэтажный дом. В фильме Особо опасен героиня Анджелины Джоли стреляет из некоего оружия, которое поворачивает дуло на 90 градусов. Есть ли такое оружие на самом деле? Если стрелять по врагу вслепую, то непременно убьёшь его. Если выстрелить по врагу во время прыжка, то можно по нему попасть. Если врезаться машиной в стену коробок, то человек, держащийся за крышу или капот, упадёт с неё. Если облить замок азотом, он разобьётся быстрее, чем при обычных условиях. Команда юниоров уже разрушила миф о том, что машина, врезавшаяся в снегоочиститель, разрежется на 2 ровные части, но зрители попросили найти устройство, которое разрубит машину пополам. |            |                                                                 |                                        |           |
| 132 | 19         | «Прыжок в помойку» «Dumpster Diving»                            | 25 ноября 2009                         | 146       |
| Проверенные мифы: Можно прыгнуть с крыши в мусорный бак и после этого бежать. До изобретения акваланга ныряльщики опускались под воду в медных шлемах, и им по трубке нагнетали давление внутрь костюма. Если бы подача воздуха прервалась, давление воды вдавило бы всего водолаза в этот медный шлем. Примечание: Кэри Байрон уходит в декретный отпуск. В Команде юниоров её заменяет Джесси Комбс. |            |                                                                 |                                        |           |
| 133 | 20         | «Побег с помощью антацида» «Antacid Jail Break»                 | 2 декабря 2009                         | 147       |
| Проверенные мифы: Давление от газа антацидов пробьёт стену тюрьмы. Можно проехать на большой скорости по незнакомому маршруту, тёмной ночью и без света. |            |                                                                 |                                        |           |
| 134 | 21         | «Разоружить выстрелом» «Unarmed and Unharmed»                   | 9 декабря 2009                         | 148       |
| Проверенные мифы: Если выстрелить врагу прямо в пистолет, это его не ранит. Автобус может перелететь через дыру в автостраде (из фильма Скорость) |            |                                                                 |                                        |           |
| 135 | 22         | «Невидимая грязь» «Hidden Nasties»                              | 16 декабря 2009                        | 149       |
| Проверенные мифы: Если на банке с газировкой будет крысиная моча, и если вы её выпьете, то умрёте. Машина может подскакивать над поверхностью воды, словно брошенный камушек. В среднестатистической квартире есть вещи грязнее, чем стульчак унитаза. |            |                                                                 |                                        |           |
| 136 | 23         | «Минимифы» «Mini-Myth Mayhem»                                   | 28 декабря 2009                        | 150       |
| Проверенные мифы: Если отправить кокос по почте без упаковки (просто наклеить на него марку, и написать на нём адрес), он достигнет своего адресата. Если окунуть руку спящего человека в тёплую воду, то он непроизвольно намочит постель. Если пуля максимально близко пролетит рядом с головкой спички, то от их трения спичка загорится. Эта легенда взята из мультфильма Шрек. Если взять очень много ушной серы и слепить из неё формочку свечки, она будет гореть, как свеча. Можно окунуть палец в расплавленный свинец и не получить ожогов. Можно сделать порох из древесного угля, серы и нитрата калия, пушку из бамбука и выстрелить алмазами (из эпизода Арена сериала Звёздный путь). Примечание: Этот эпизод посвящён Эрику Гейтсу, который погиб в результате несчастного случая на производстве, не имеющего отношения к ракетной технике. |            |                                                                 |                                        |           |

### Сезон 2010
| № в сериале | № в сезоне | Название                                           | Дата премьеры                           | № в общем |
| --- | ---------- | -------------------------------------------------- | --------------------------------------- | --------- |
| 137 | 1          | «Пуля - бумеранг» «Boomerang Bullet»               | 4 января 2010                           | 151       |
| Проверенные мифы: Если пуля не попадёт в цель, а отрикошетит от трёх предметов под углом в 90 градусов, она убьёт стрелявшего. В средневековье, во время осады замка, на верхушку дерева привязывали трупы, заражённые оспой или чумой, нагибали верхушку и отпускали. Труп перелетал через стены замка и ослаблял войско внутри замка. |            |                                                    |                                         |           |
| 138 | 2          | «Газировка убийца» «Soda Cup Killer»               | 24 марта 2010                           | 152       |
| Проверенные мифы: Стакан с содовой, выброшенный из окна машины, может убить водителя встречного авто. Человек может долго висеть на кончиках пальцев. Висящий человек может залезть в кабину летящего вертолёта. Человек способен в одиночку спасти висящего напарника. Примечание: Последнее появление Джесси Комбс |            |                                                    |                                         |           |
| 139 | 3          | «Нырнуть чтобы выжить» «Dive to Survive»           | 31 марта 2010                           | 153       |
| Проверенные мифы: Если при взрыве прыгнуть в воду, то она спасёт от взрывной волны. С помощью телефонных справочников можно сделать автомобиль пуленепробиваемым. Примечание: Кэри Байрон возвращается после декретного отпуска. |            |                                                    |                                         |           |
| 140 | 4          | «Побег на шпионской машине» «Spy Car Escape»       | 7 апреля 2010                           | 154       |
| Проверенные мифы: Побег с помощью шипов. Побег с помощью дымовой завесы. Побег с помощью масла. Две равные силы, противоположные по направлению, действующие на предмет, взаимопогашаются, и предмет падает вертикально вниз. |            |                                                    |                                         |           |
| 141 | 5          | «Удар бутылкой» «Bottle Bash»                      | 14 апреля 2010                          | 155       |
| Проверенные мифы: Удар по голове пустой бутылкой опасней, чем удар полной. Можно сделать пушку полностью из кожи. |            |                                                    |                                         |           |
| 142 | 6          | «Болевой порог» «No Pain, No Gain»                 | 28 апреля 2010                          | 156       |
| Проверенные мифы: У женщин болевой порог выше, чем у мужчин. У рыжеволосых болевой порог намного ниже, чем у остальных людей. Ругательство увеличивает болевой порог. Можно превратить баллон с пропаном в ракету. |            |                                                    |                                         |           |
| 143 | 7          | «Под контролем телезрителей» «Mythssion Control»   | 5 мая 2010                              | 157       |
| Проверенные мифы: От удара с человека могут слететь носки (перепроверка мифа из эп. «Вышибание из носков»). Столкновение двух машин на скорости 80 км/ч происходит с такой же силой как столкновение одной машины со стеной на скорости 160 км/ч. |            |                                                    |                                         |           |
| 144 | 8          | «Час липкой ленты - 2» «Duct Tape Hour 2»          | 12 мая 2010                             | 158       |
| Проверенные мифы: С помощью липкой ленты можно...: - ...построить мост; - ...склеить разрушенную машину; - ...приклеить машину к столбу; - ...остановить машину на скорости 97 км/ч. Примечание: Это специальный эпизод. |            |                                                    |                                         |           |
| 145 | 9          | «Скольжение с горки» «Waterslide Wipeout»          | 19 мая 2010                             | 159       |
| Проверенные мифы: Человек может, проехав 60-метров по водяной горке, пролететь 35 метров и приземлиться в детский бассейн. На грузовом автомобиле выгодней сделать три поворота направо чем один налево. |            |                                                    |                                         |           |
| 146 | 10         | «Шокер-огнемёт» «Fireball Stun Gun»                | 2 июня 2010                             | 160       |
| Проверенные мифы: Шокер может поджечь человека, обрызганного перечным спреем. Человек может пролететь 45 метров, привязав к себе 400 ракет. |            |                                                    |                                         |           |
| 147 | 11         | «Мифы о гриппе» «Flu Fiction»                      | 9 июня 2010                             | 161       |
| Проверенные мифы: Человек чихает со скоростью 160 км/ч. Капли при чихании летят на 9 метров. Больной человек быстро распространяет заразу вокруг. Во время торнадо оконное стекло может лететь на достаточной скорости, чтобы отрезать голову. |            |                                                    |                                         |           |
| SP14 | Special1   | «25 избранных моментов» «Top 25 Moments»           | 16 июня 2010                            | 162       |
| Проверенные мифы: В этом выпуске были представлены 25 эпизодов, выбранных зрителями и создателями передачи, как самые впечатляющие за всю историю шоу. Демонстрация эпизодов сопровождалась комментариями Адама, Джейми и Команды юниоров. Примечание: Это специальный двухчасовой "клип-шоу" эпизод. |            |                                                    |                                         |           |
| 148 | 12         | «Обмануть собаку» «Hair of the Dog»                | 6 октября 2010                          | 163       |
| Проверенные мифы: Изощрёнными методами можно обмануть профессиональную ищейку. Проверялись различные способы спрятать контрабанду от ищейки. |            |                                                    |                                         |           |
| 149 | 13         | «Преследование шторма» «Storm Chasing Myths»       | 13 октября 2010                         | 164       |
| В этом выпуске Разрушители протестировали автомобили Охотников за штормом при скорости ветра 400 км/ч, а также сконструировали персональную мобильную защиту от шторма. Примечание: Это специальный эпизод. Эпизод является кроссовером с документальным сериалом В погоне за ураганом и он посвящён почётному Разрушителю Легенд Санджай Сингху.                                                                                            |            |                                                    |                                         |           |
| 150 | 14         | «Холодеющие ноги» «Cold Feet»                      | 20 октября 2010                         | 165       |
| Проверенные мифы: От страха ноги становятся холоднее. Если бросить фекалии в вентилятор, то их разбрызгает во все стороны. |            |                                                    |                                         |           |
| 151 | 15         | «Беспорядок на скатерти» «Tablecloth Chaos»        | 27 октября 2010                         | 166       |
| Проверенные мифы: Мотоцикл может сдёрнуть скатерть с длинного стола, не затронув сервировку. Человек использует мозг только на 10%. |            |                                                    |                                         |           |
| 152 | 16         | «Стреломёт» «Arrow Machine Gun»                    | 3 ноября 2010 (US) 25 октября 2010 (UK) | 167       |
| Проверенные мифы: Древние греки построили орудие, метко выстреливающее на 200 метров 5 стрел в минуту. Водить автомобиль сонным опасней, чем пьяным. |            |                                                    |                                         |           |
| 153 | 17         | «Мини мифы» «Mini Myth Madness»                    | 10 ноября 2010                          | 168       |
| Проверенные мифы: Легко отобрать конфету у ребёнка. Парик может остановить пулю. Дверца холодильника может остановить 9-мм пулю. Ноутбук может защитить от выстрела дробью в упор. Можно надеть смокинг под костюм для ныряния и плыть на вечеринку. Давление в шинах автомобиля сильно влияет на расход топлива. Жидкое пиво из морозилки можно заморозить толчком. Чем лучше прикрывать рот при чихании, чтобы не распространять бактерии. |            |                                                    |                                         |           |
| 154 | 18         | «Автомобиль наоборот»                              | 17 ноября 2010 (US) 8 ноября (UK)       | 169       |
| Проверенные мифы: Некоторые спортивные автомобили 70-х годов сзади имели лучшую аэродинамику, чем спереди. Если автомобиль на скорости 65 км/ч резко остановится, то лежащая на крыше доска для сёрфинга полетит вперёд, разобьёт лобовое стекло встречной машины и убьёт водителя (из фильма Смертельное оружие 2). |            |                                                    |                                         |           |
| 155 | 19         | «Тонущий автомобиль - 2» «Inverted Underwater Car» | 24 ноября 2010                          | 170       |
| Проверенные мифы: Намного сложнее выбраться из тонущей машины, если под водой она перевернётся. Если в комнате взрывоопасная концентрация метана, можно выстрелить через пакет молока — и дульная вспышка не вызовет взрыва. |            |                                                    |                                         |           |
| 156 | 20         | «Мифы о насекомых» «Bug Special»                   | 1 декабря 2010                          | 171       |
| Проверенные мифы: Тысяча приклеенных пчёл могут поднять ноутбук. Висящий прозрачный пакет с водой отпугивает мух. Столкновение с жуком на высокой скорости может быть смертельно. |            |                                                    |                                         |           |
| 157 | 21         | «Задание президента» «President's Challenge»       | 8 декабря 2010                          | 172       |
| Проверенные мифы: 500 человек с зеркалами могут поджечь корабль с помощью солнца (перепроверка мифа из эп. «Древний луч смерти»). Удар по капоту едущего SUV может заставить его сделать сальто (из фильма Хеллбой: Герой из пекла). Примечание: Президент США Барак Обама даёт Адаму и Джейми специальное задание. |            |                                                    |                                         |           |
| 158 | 22         | «Зелёный Шершень» «Green Hornet Special»           | 15 декабря 2010                         | 173       |
| Проверенные мифы: Люди, сидящие за бронированным сиденьем в закопанном автомобиле, могут отбросить имеющейся взрывчаткой бульдозер, стоящий над ними, и убежать. Продырявленный пулями автомобиль можно разрезать пополам вертикально поднимающимся лифтом. Передняя половина машины может ехать без задней. Примечание: Специальный гость Сет Роген даёт ведущим задание проверить две сцены из его фильма Зелёный Шершень.                 |            |                                                    |                                         |           |
| 159 | 23         | «Операция «Валькирия»» «Operation Valkyrie»        | 22 декабря 2010                         | 174       |
| Проверенные мифы: Гитлер выжил при взрыве потому, что собрание состоялось в комнате, а не в подземном бункере. Шлепок по щеке приводит в чувства. |            |                                                    |                                         |           |

### Сезон 2011
| № в сериале | № в сезоне | Название                                                          | Дата премьеры    | № в общем |
| --- | ---------- | ----------------------------------------------------------------- | ---------------- | --------- |
| 160 | 1          | «Перевоплощение» «Mission Impossible Mask»                        | 6 апреля 2011    | 175       |
| Проверенные мифы: При помощи качественной маски можно заставить принять себя за другого человека. Выстрелом из пистолета можно...: - ...отбросить лежащий пистолет; - ...заставить детскую карусель крутиться. |            |                                                                   |                  |           |
| 161 | 2          | «Голубой лёд» «Blue Ice»                                          | 13 апреля 2011   | 176       |
| Проверенные мифы: Можно взорвать комнату за 30 секунд, открыв газопровод и нагрев журнал в тостере (из фильма Превосходство Борна). Содержимое авиационного туалета может упасть на землю в виде глыбы льда. |            |                                                                   |                  |           |
| 162 | 3          | «Бег по воде» «Running on Water»                                  | 20 апреля 2011   | 177       |
| Проверенные мифы: В особой обуви можно бежать по воде. В быту встречаются предметы, способные защитить от взрыва. |            |                                                                   |                  |           |
| 163 | 4          | «Проблемы с пузырями» «Bubble Trouble»                            | 27 апреля 2011   | 178       |
| Проверенные мифы: В пузырящейся воде невозможно плыть. Стрела с динамитом может расколоть дерево. |            |                                                                   |                  |           |
| 164 | 5          | «Древняя торпеда» «Torpedo Tastic»                                | 4 мая 2011       | 179       |
| Проверенные мифы: В 13 веке сирийцы изобрели торпеду. Если грузовик с вином загорится, бутылки будут выстреливать пробками на 30 метров со звуком пулемёта. |            |                                                                   |                  |           |
| 165 | 6          | «Дуть в собственный парус.» «Blow Your Own Sail»                  | 11 мая 2011      | 180       |
| Проверенные мифы: На лодке можно плыть вперёд, дуя в собственный парус. В фильмах реалистичны звуки...: - ...гремения гремучей змеи; - ...выстрела пистолета с глушителем; - ...удара кулаком; - ... взрыва. |            |                                                                   |                  |           |
| 166 | 7          | «Шпионский автомобиль - 2» «Spy Car 2»                            | 18 мая 2011      | 181       |
| Проверенные мифы: Адам и Джейми проверяют практичность использования...: - ...пулемётов на капоте; - ...шипов на колёсах. Если выстрелить в лёд из пистолета, пуля может отскочить и продолжать вертеться на поверхности. |            |                                                                   |                  |           |
| 167 | 8          | «Уклониться от пули» «Dodge a Bullet»                             | 1 июня 2011      | 182       |
| Проверенные мифы: Если стрелок достаточно далеко, можно уклониться от пули. При достаточной скорости падения, вода может быть твёрдой как асфальт. |            |                                                                   |                  |           |
| 168 | 9          | «Заменить шину» «Fixing a Flat»                                   | 8 июня 2011      | 183       |
| Проверенные мифы: Покрышку можно набить соломой. Колесо можно заменить деревянной колодой. На асфальте можно просто снять шину. Можно заменить колесо канализационным люком. Снять все шины или заменить все колёса на канализационные люки. Если рыба на крючке будет плыть очень быстро, катушка может загореться от трения. |            |                                                                   |                  |           |
| SP15 | Special1   | «Самолёты, поезда и автомобили» «Planes, Trains, and Automobiles» | 15 июня 2011     | 184       |
| Проверенные мифы: Специальный выпуск был посвящён любимым эпизодам Разрушителей Легенд, в которых так или иначе участвуют упомянутые способы передвижения. Список лучших 12 эпизодов о самолётах, поездах и автомобилях, по мнению её создателей. Примечание: Это специальный эпизод.                                          |            |                                                                   |                  |           |
| 169 | 10         | «Да будет свет» «Let There Be Light»                              | 22 июня 2011     | 185       |
| Проверенные мифы: Можно использовать зеркала чтобы освещать солнечным светом подземелья (из фильма Мумия). Можно безопасно остановить бесконтрольный автомобиль. |            |                                                                   |                  |           |
| 170 | 11         | «Бумажные доспехи» «Paper Armor»                                  | 29 июня 2011     | 186       |
| Проверенные мифы: Китайцы делали доспехи из бумаги, защищающие как стальные. Если лечь на воду горизонтально, больше шансов выжить при подводном взрыве. |            |                                                                   |                  |           |
| 171 | 12         | «Мотоциклы и базуки» «Bikes and Bazookas»                         | 28 сентября 2011 | 187       |
| Проверенные мифы: Мотоциклы меньше вредят экологии, расходуя меньше бензина. Гранатомётчик может подорвать сам себя, если в запущеную ракету попадёт пуля (из фильма РЭД). |            |                                                                   |                  |           |
| 172 | 13         | «Колыбель Ньютона» «Newton's Crane Cradle»                        | 5 октября 2011   | 188       |
| Проверенные мифы: Можно построить Колыбель Ньютона из строительных баб для сноса зданий. Если автомобиль балансирует на краю пропасти, то достаточно птицы на капоте чтобы он упал. |            |                                                                   |                  |           |
| 173 | 14         | «Пройтись по прямой» «Walk a Straight Line»                       | 12 октября 2011  | 189       |
| Проверенные мифы: Человек с завязанными глазами не может двигаться по прямой. Лежащая в багажнике автомобиля смешанная двухкомпонентная взрывчатка может взорваться при аварии. |            |                                                                   |                  |           |
| 174 | 15         | «Самолёт из скотча» «Duct Tape Plane»                             | 19 октября 2011  | 190       |
| Проверенные мифы: Экскаватор может...: - ...плыть на понтоне, гребя ковшом; - ...самостоятельно залезть в кузов грузовика; - ...работать каруселью для водных лыж; Липкой лентой можно заменить...: - ...часть повреждённой обшивки самолёта; - ...всю обшивку самолёта.                                                       |            |                                                                   |                  |           |
| 175 | 16         | «Летающая гильотина» «Flying Guillotine»                          | 26 октября 2011  | 191       |
| Проверенные мифы: С4 можно поджечь и греть на ней еду. Горящая С4 может взорваться от удара. В 18-м веке Китайцы изобрели метательное оружие, которое отрезает цели голову и доставляет её пользователю. |            |                                                                   |                  |           |
| 176 | 17         | «Канализационная катастрофа» «Drain Disaster»                     | 2 ноября 2011    | 192       |
| Проверенные мифы: Взрыв метана в канализации может подбросить люк. Специальное покрытие (Бедлайнер) может защитить...: - ...автомобиль при аварии; - ...человека от собаки; - ...стену от взрыва. |            |                                                                   |                  |           |
| SP16 | Special2   | «Место, место, место» «Location, Location, Location»              | 9 ноября 2011    | 193       |
| Проверенные мифы: В этом выпуске была представлены 12 избранных рабочих площадок Разрушителей, на которых они снимают свою передачу. Нередко рассказ о закулисной стороне съёмок программы сопровождался описанием одного-двух мифов, снятых на данной площадке. Примечание: Это специальный эпизод.                           |            |                                                                   |                  |           |
| SP17 | Special3   | «Мокрый и дикий» «Wet and Wild»                                   | 16 ноября 2011   | 194       |
| Проверенные мифы: В этом выпуске ведущие программы представили 12 лучших эпизодов передачи, так или иначе связанных с водой. Примечание: Это специальный эпизод. |            |                                                                   |                  |           |
| 177 | 18         | «Колесо неудачи» «Wheel of Mythfortune»                           | 23 ноября 2011   | 195       |
| Проверенные мифы: Если лечь на землю, можно спастись от гранаты. Можно накачать шину с помощью горючего спрея. Классический способ держать пистолет не самый эффективный. Американское телешоу «Let’s Make a Deal» (Парадокс Монти Холла) — не обман.                                                                          |            |                                                                   |                  |           |
| 178 | 19         | «Бомба в туалете» «Toilet Bomb»                                   | 30 ноября 2011   | 196       |
| Проверенные мифы: Спастись от заложенной под унитазом бомбы можно как в фильме Смертельное оружие 2. Полёт клином экономит птицам силы и может сэкономить топливо самолёту. |            |                                                                   |                  |           |

### Сезон 2012
| № в сериале | № в сезоне | Название                                                          | Дата премьеры                              | № в общем |
| --- | ---------- | ----------------------------------------------------------------- | ------------------------------------------ | --------- |
| 179 | 1          | «Остров липкой ленты» «Duct Tape Island»                          | 25 марта 2012                              | 197       |
| Проверенные мифы: При помощи липкой ленты можно...: - ...подать сигнал о помощи; - ...создать одежду; - ...найти пресную воду; - ...найти еду; - ...построить укрытие; - ...оставаться собранными; - ...спастись с острова. |            |                                                                   |                                            |           |
| 180 | 2          | «Огонь против льда» «Fire vs. Ice»                                | 1 апреля 2012                              | 198       |
| Проверенные мифы: Огнетушитель с углекислым газом может остановить атаку огнемёта (популярный видеоролик в интернете). Ездящие кругами автомобили могут поднять пылевой вихрь, достаточно плотный чтобы скрыть происходящее в кольце автомобилей от приборов самолёта-разведчика (сцена из фильма Совокупность лжи). |            |                                                                   |                                            |           |
| 181 | 3          | «Квадратные колёса» «Square Wheels»                               | 8 апреля 2012                              | 199       |
| Проверенные мифы: Автомобиль с квадратными колёсами на большой скорости обеспечит достаточно плавную езду. При подъёме по крутому склону квадратные колёса имеют преимущество над круглыми. Проверяется эпизод из фильма Безумное свидание, в котором такси и спортивный седан сцепились бампер к бамперу в результате аварии, но, несмотря на это, могли выполнять различные манёвры, двигаясь по улицам города.могут ли такие автомобили на скорости 40 миль в час (64 км/ч)...: - ...ехать по прямой; - ...пройти поворот в 90°; - ...сделать разворот на 180°. |            |                                                                   |                                            |           |
| 182 | 4          | «Качающиеся пираты» «Swinging Pirates»                            | 15 апреля 2012                             | 200       |
| Проверенные мифы: Могут ли шесть человек, заключённые в подвешенной круглой клетке (из фильма Пираты Карибского моря: Сундук мертвеца)...: - ...используя лишь свой собственный вес, раскачаться и достичь одного из склонов ущелья; - ...ухватиться и удержаться за лозу растений на склоне ущелья; - ...вскарабкаться по склону ущелья, цепляясь за растения. Если стандартную бочку (объёмом 208 литров) наполнить 15 литрами метанола, то приделав к ней колёса можно будет за счёт реактивной тяги развивать скорость, как на спортивном каре. |            |                                                                   |                                            |           |
| 183 | 5          | «Битва полов» «Battle of the Sexes»                               | 22 апреля 2012                             | 201       |
| Проверенные мифы: Мужчины водят автомобили лучше, чем женщины. При езде мужчины чаще нарушают скоростной режим. Женщины лучше распознают эмоции человека. Мужчины лучше готовят мясо на гриле. Мужчины лучше разбираются в картах. Мужчины лучше упаковывают вещи/загружают автомобиль. |            |                                                                   |                                            |           |
| 184 | 6          | «Вождение в каблуках» «Driving in Heels»                          | 29 апреля 2012                             | 202       |
| Проверенные мифы: Некоторые виды обуви могут сильно ухудшить водительские навыки. Вождение автомобиля с переполненным мочевым пузырём так же опасно, как вождение под действием алкоголя. Суперклеем можно приклеить всю мебель в комнате к потолку, создавая видимость того, что комната перевёрнута вверх-ногами. Суперклей может заменить ремень безопасности, удерживая водителя на сиденье во время аварии. |            |                                                                   |                                            |           |
| 185 | 7          | «Реванш мифов» «Revenge of the Myth»                              | 6 мая 2012                                 | 203       |
| Проверенные мифы: Положенный на бок водонагреватель может при взрыве сработать как пушка. (Предложение зрителей по улучшению мифа о взрывающийся водонагревателе из эп. «Взрывающийся водонагреватель» и «Эволюция легенд»). Заявленные в мифе Полёт на фейерверках (эп. «Шокер-огнемёт») 45 метров вполне достижимы при более удачной конструкции «ракеты». Если лимузин балансирует на краю обрыва, то севшая на капот птица может опрокинуть его в пропасть (пересмотр мифа из эп. «Колыбель Ньютона» ). Продолжение мифов об экскаваторах из эп. «Самолёт из скотча». Экскаватором можно:... - ...продеть нитку в иголку; - ...налить бокал вина; |            |                                                                   |                                            |           |
| 186 | 8          | «Отскок пули» «Bouncing Bullet»                                   | 13 мая 2012                                | 204       |
| Проверенные мифы: Чтобы избавиться от преследующего вас автомобиля можно выстрелить по ногам водителя рикошетом от земли (сцена из сериала Чёрная метка). Взрывная волна может толкнуть прыгнувшего человека на дистанцию гораздо большую, чем тот мог бы достичь самостоятельно. |            |                                                                   |                                            |           |
| SP18 | Special1   | «Специальный почтовый ящик» «Mailbag Special»                     | 20 мая 2012                                | 205       |
| Проверенные мифы: Невозможно проглотить полную ложку корицы, не запивая её водой. Исчезающий грузовик: Грузовик в котором хранятся неисправные баллоны с воспламеняющимися газами взорвётся при включении зажигания (ранее не демонстрировавшийся эпизод). Что упадёт быстрее: упаковки с лёгким пивом (англ. light beer) или с обычным пивом? Выстрел из крупнокалиберного пистолета Desert Eagle не может пробить 25 выстроенных в ряд арбузов. Красивые девушки не пукают (ранее не демонстрировавшаяся сцена из эпизода «Змей Франклина» — именно этот момент вгоняет Кэри в краску. Примечание: Это специальный эпизод. В этом выпуске Команда отвечала на вопросы, присланные телезрителями. Часто ответом служило проведение шуточного эксперимента или показ ранее не демонстрировавшихся эпизодов из жизни Разрушителей. Также в этом выпуске были проверены некоторые минимифы. |            |                                                                   |                                            |           |
| 187 | 9          | «Падение в пузырчатой упаковке» «Bubble Pack Plunge»              | 3 июня 2012                                | 206       |
| Проверенные мифы: Завернувшись в пузырчатую упаковку, можно безопасно упасть с высоты 35 футов (11 метров) — популярное видео из интернета. Машину со встроенным сиденьем-катапультой можно перевернуть с крыши на колёса, активировав катапульту (эп. из фильма Умри, но не сейчас). |            |                                                                   |                                            |           |
| 188 | 10         | «Дилеммы поединка» «Duel Dilemmas»                                | 10 июня 2012                               | 207       |
| Проверенные мифы: Вооружённый ножом человек не может выиграть схватку у противника, вооружённого пистолетом. В битве на мечах проигрывает тот, кто атакует первым. В XIV веке в Китае существовала примитивная двухступенчатая ракета, носившая название «Огненный дракон». Она была способна поражать противника залпом стрел с реактивной тягой. |            |                                                                   |                                            |           |
| 189 | 11         | «Голливудские стрелки» «Hollywood Gunslingers»                    | 17 июня 2012                               | 208       |
| Проверенные мифы: Нескончаемый запас патронов: Продолжительность типичных сцен перестрелок в боевиках соответствует действительности. Голливудские стойки: при стрельбе из двух пистолетов одновременно можно достичь лучших результатов, чем при стрельбе из одного пистолета в обычной двуручной стойке. Пуля может сохранить свою убойную силу, пролетев несколько футов под водой (сцена из фильма Миссия невыполнима: Протокол Фантом). MAC-10 против ступенек: обронённый на ступеньки лестницы автомат MAC-10 может продолжать стрелять (сцена из фильма Правдивая ложь). Гвоздомёт как оружие: выстрелом из гвозодмёта можно причинить смертельное ранение. Действие vs Реакция: в оружейной дуэли в стиле вестернов лучшие шансы имеет не тот, кто первым тянется за оружием, а тот, кто реагирует на движение соперника. Серебряная пуля: пуля из серебра может быть так же эффективна, как и обычная пуля. Необычная пуля: пуля с выгравированным на ней именем врага, может быть так же эффективна, как и обычная пуля. Героя никогда не ранят: в героя, который бежит под оружейным огнём, невозможно попасть. |            |                                                                   |                                            |           |
| SP19 | Special2   | «Неделя акул 2012» «Jawsome Shark Special»                        | 13 августа 2012                            | 209       |
| Адам и Джейми перечисляют 25 своих любимых мифов об акулах. Примечание: Это специальный эпизод. |            |                                                                   |                                            |           |
| 190 | 12         | «Спасение с Титаника» «Titanic Survival»                          | 7 октября 2012                             | 210       |
| Проверенные мифы: Мог ли Джек выжить вместе с Роуз в финале Титаника? Можно ли построить ракетную доску для сёрфинга? Примечание: Специальный гость эпизода - Джеймс Кэмерон. |            |                                                                   |                                            |           |
| 191 | 13         | «Взрыв в окопе» «Trench Torpedo»                                  | 14 октября 2012                            | 211       |
| Проверенные мифы: Может ли траншея с идеальными углами в 90° поглощать ударную взрывную волну лучше, чем траншея с закруглёнными углами? Могут ли воздушные шары действовать как подушка безопасности во время автомобильной аварии и спасти чью-то жизнь? |            |                                                                   |                                            |           |
| 192 | 14         | «Градовый кавардак» «Hail Hijinx» «CliffhangerBridgeBoom»         | 21 октября 2012 (US) 3 сентября 2012 (AUS) | 212       |
| Проверенные мифы: Можно ли прыгнуть в безопасное место с разрушающегося верёвочного моста, как показано в фильме Скалолаз. Может ли сильный град потопить лодку? |            |                                                                   |                                            |           |
| 193 | 15         | «Ночь страха» «Fright Night»                                      | 28 октября 2012                            | 213       |
| Проверенные мифы: Могут ли определённые звуковые частоты убедить людей, что в данном месте обитают призраки? Пахнет ли страх? Действительно ли мёртвое тело также легко перемещать и хоронить, как и в кино? |            |                                                                   |                                            |           |
| 194 | 16         | «Микс из мини-мифов» «Mini Myth Medley»                           | 4 ноября 2012                              | 214       |
| Проверенные мифы: Действительно ли люди хорошо знакомы со своими руками? Можно ли пробить стекло иглой, не разбив его? Действительно ли невозможно кататься на велосипеде под водой? Позволяет ли «танец ночного горшка» задерживать желание писать? |            |                                                                   |                                            |           |
| 195 | 17         | «Химия пушечного ядра» «annonball Chemistry»                      | 11 ноября 2012                             | 215       |
| Проверенные мифы: Может ли матрас смягчить воздействие падения с большой высоты на воду? Каменные пушечные ядра так же смертоносны, как и стальные? |            |                                                                   |                                            |           |
| 196 | 18         | «Кулинарные мифы» «Food Fables»                                   | 18 ноября 2012                             | 216       |
| Проверенные мифы: Можно ли приготовить полноценный праздничный обед на двигателе едущей машины? Триптофан в индейке вызывает сонливость? Легко ли перепутать вкус необычного мяса с курицей? Можно ли использовать китайский сосуд под давлением для приготовления попкорна быстрее, чем другими способами? |            |                                                                   |                                            |           |
| SP20 | Special3   | «Взрывы от А до Я» «Explosions A to Z» «The A to Z of Explosives» | 25 ноября 2012 (US) 24 сентября 2012 (AUS) | 217       |
| Команда юниоров перечисляет 752 лучших взрыва за историю шоу по алфавиту. Примечание: Это специальный эпизод. |            |                                                                   |                                            |           |

### Сезон 2013
| № в сериале | № в сезоне | Название                                                                            | Дата премьеры                           | № в общем |
| --- | ---------- | ----------------------------------------------------------------------------------- | --------------------------------------- | --------- |
| 197 | 1          | «Реактивный автомобиль: Миссия завершена?» «JATO Rocket Car: Mission Accomplished?» | 1 мая 2013                              | 218       |
| Проверенные мифы: Может ли автомобиль, оборудованный ракетой, разогнаться до 480 км/час, оторваться от земли и врезаться в скалу? (перепроверка мифа из эп. «Реактивный "шевроле"» ). Примечание: Это первый из двух юбилейных эпизодов, посвящённых десятилетию передачи. |            |                                                                                     |                                         |           |
| 198 | 2          | «Смертельный улов: Специальный краб-тест» «Deadliest Catch Crabtastic Special»      | 8 мая 2013                              | 219       |
| Проверенные мифы: Потянет ли крабовая ловушка вас за борт и на дно, если ваша нога застрянет в катушке? Что лучше - работать 30-часовую работу без сна или с перерывами на 20-минутный сон каждые 6 часов? Действительно ли крабовые ловушки неразрушимы? Примечание: Гости эпизода - капитаны Джонатан Хильстрендам и Скотт Кэмпбелл из реалити-шоу Смертельный улов.                                                                                      |            |                                                                                     |                                         |           |
| 199 | 3          | «Выживание при землетрясении» «Down and Dirty/Earthquake Survival»                  | 15 мая 2013                             | 220       |
| Проверенные мифы: Сушилка для рук в ванной комнате лучше бумажных полотенец. Какая кабинка в общественном туалете самая чистая? Во время землетрясения лучше стоять в дверях. |            |                                                                                     |                                         |           |
| 200 | 4          | «Индианаполис: специальный автомобильный выпуск» «Indy Car Special»                 | 22 мая 2013                             | 221       |
| Проверенные мифы: Может ли человек обогнать машину в первые 30-футов(9,2 метра) спринта? Может ли водитель потерять 10 фунтов(4,5 кг) веса за время гонки? Может ли всасывание, создаваемое быстро едущей, во время уличной гонки, машиной, сорвать крышку канализационного люка? |            |                                                                                     |                                         |           |
| 201 | 5          | «Битва полов — 2 раунд» «Battle of the Sexes: Round 2»                              | 29 мая 2013                             | 222       |
| Проверенные мифы: Потерявшиеся мужчины не останавливаются, чтобы спросить дорогу. Женщины лучше справляются с несколькими одновременными заданиями. Женщины лучше делают параллельную парковку. Мужчины лучше бросают предметы, чем женщины. |            |                                                                                     |                                         |           |
| 202 | 6          | «Мотоцикл - водные лыжи» «Motorcycle Water Ski»                                     | 5 июня 2013 (US) 6 мая 2013 (AUS)       | 223       |
| Проверенные мифы: Может ли едущий на высокой скорости мотоцикл проехать по поверхности озера? Можно ли пережить прыжок с высотного здания с парашютом, сделанным из предметов, имеющихся в гостиничном номере? |            |                                                                                     |                                         |           |
| 203 | 7          | «Экономичное вождение, Живые подушки безопасности» «Hypermiling/Crash Cushions»     | 12 июня 2013 (US) 27 мая 2013 (AUS)     | 224       |
| Проверенные мифы: Может ли выжить человек, зажатый между двумя крупными мужчинами на заднем сиденье автомобиля, если его с боку протаранит грузовик, как это показано в фильме Охотниках за головами? Могут ли способы экономии топлива действительно уменьшить расход топлива вашего автомобиля вдвое? |            |                                                                                     |                                         |           |
| 204 | 8          | «Скотч и скалолазание» «Duct Tape Canyon»                                           | 19 июня 2013                            | 225       |
| Проверенные мифы: Могут ли Адам и Джейми пересечь каньон и достичь цивилизации, используя только основные материалы, клейкую ленту и пузырчатую плёнку?Примечание: Это специальный эпизод. Эпизод был использован для продвижения шоу Человек над Большим Каньоном. |            |                                                                                     |                                         |           |
| 205 | 9          | «Покраска взрывом» «Painting With Explosives/Bifurcated Boat»                       | 26 июня 2013                            | 226       |
| Проверенные мифы: Можно ли покрасить комнату взрывчаткой с помощью созданных Адамом и Джейми машин (перепроверка мифа из эп. «Манипуляция сознанием»)? Можно ли разделить лодку пополам фарватерным знаком (перепроверка мифа из эп. «Фургон с птицами»)? Примечание: Это второй из двух юбилейных эпизодов, посвящённых десятилетию передачи. |            |                                                                                     |                                         |           |
| 206 | 10         | «Спецвыпуск "Во все тяжкие"» «Breaking Bad Special»                                 | 12 августа 2013 (US) 15 июля 2013 (AUS) | 227       |
| Проверенные мифы: Может ли концентрированная плавиковая кислота в ванне полностью растворить человеческое тело, создать отверстие в ванне и растворить пол в под ней? Может ли брошенный на землю кусок фульмината ртути, взорваться, убить или ранить находящихся в комнате людей, разбить близлежащие окна, и все это без травмирования бросающего человека? Примечание: Гости эпизода - создатель сериала Во все тяжкие Винс Гиллиган и актёр Аарон Пол. |            |                                                                                     |                                         |           |
| 207 | 11         | «Спецвыпуск "Ходячие мертвецы"» «Zombie Special»                                    | 17 октября 2013                         | 228       |
| Проверенные мифы: Является ли топор более эффективным оружием, чем ружьё, при нашествии зомби? Может ли сила толпы людей выломать дверь? Можно ли вы сбежать от орды зомби? Примечание: Гость эпизода - актёр сериала Ходячие мертвецыМайкл Рукер. |            |                                                                                     |                                         |           |

### Сезон 2014
| № в сериале | № в сезоне | Название                                                                                           | Дата премьеры                               | № в общем |
| --- | ---------- | -------------------------------------------------------------------------------------------------- | ------------------------------------------- | --------- |
| 208 | 1          | «Звёздные Войны» «Star Wars Special»                                                               | 4 января 2014                               | 229       |
| Проверенные мифы: Могли ли Люк и принцесса Лея благополучно перепрыгнуть через пропасть в Звезде Смерти? Могла ли ловушка из брёвен Эвоков уничтожить Имперского ходока? Могла ли туша Таунтауна помешать Люку замёрзнуть в холодном климате планеты Хот? |            | |                                             |           |
| 209 | 2          | «Мифы о самогоне» «Moonshiner Myths»                                                               | 11 января 2014                              | 230       |
| Проверенные мифы: Может ли аппарат для самогона взорваться и разрушить лачугу, в которой он спрятан? Может ли автомобиль, заправленный самогоном, ездить так же, как на бензине? |            | |                                             |           |
| 210 | 3          | «Голливудские Автоклише» «Hollywood Car Crash Cliches»                                             | 18 января 2014                              | 231       |
| Проверенные мифы: Могут ли двое мужчин, несущих стекло, выжить и остаться невредимыми, если через стекло проедет машина? Может ли выстрел из гранатомёта перевернуть внедорожник? Может ли большой грузовик пробиться через пробку без остановки? |            | |                                             |           |
| 211 | 4          | «Автохаос, Животные репелленты» «Car Chase Chaos/Animal Antics» «Car Chase Chaos/Animal Avoidance» | 25 января 2014 (US) 3 июня 2013 (AUS)       | 232       |
| Проверенные мифы: Можете ли водить машину вдвоём, поменять место во время вождения или вытолкнуть водителя из машины во время движения на обычной скорости? Можете ли вы помешать кошкам испражняться в вашем саду? Какие методы отпугивания змей работают лучше всего? Какие методы отпугивания медведей работают лучше всего? |            | |                                             |           |
| 212 | 5          | «Пытайтесь повторить это дома» «*DO* Try This at Home?»                                            | 1 февраля 2014                              | 233       |
| Проверенные мифы: Может ли вода, вскипячённая в микроволновке убить растения? Можно ли потушить пожар на озере, повернув лодку под углом? Можно ли синхронизировать метрономы, запущенные в разное время? Может ли цепочка из шариков "левитировать" через край чашки? Могут ли сахар и серная кислота взрываться как фейерверк «чёрная змея»? Являются ли бомбы из сухого льда смертельными? Можно ли из перекиси водорода, дрожжей, воды, жидкого мыла для посуды и пищевого красителя создать «зубную пасту для слонов»? Создаёт ли вода, вытекающая из шланга рядом с динамиком, иллюзию, что она течёт назад? |            | |                                             |           |
| 213 | 6          | «МИФссия невыполнима» «Mythssion Impossible»                                                       | 15 февраля 2014                             | 234       |
| Проверенные мифы: Можно ли пасти кошек? Можно ли поймать скользкую свинью? Можно ли положить 10 фунтов(4,5 кг) навоза в 5-фунтовый(2,3 кг) пакет? |            | |                                             |           |
| 214 | 7          | «Пулевые мифы» «Bullet Baloney»                                                                    | 22 февраля 2014                             | 235       |
| Проверенные мифы: Может ли смертельно выстрелить пистолет с согнутым стволом? Могут ли рулетки и бумажники остановить пулю? Выстрелит ли установленная на кончике деревянного копья пуля от дробовика, если им ударить атакующее животное? Может ли пистолет стрелять в открытом космосе? Взорвётся ли неоновая вывеска потоком искр при попадании пули? Разрядится ли ли пистолет сам по себе, если его бросить в фритюрницу? |            | |                                             |           |
| 215 | 8          | «Сверхзвуковой шарик, Ледяная пушка» «Supersonic Ping Pong/Ice Cannon»                             | 1 марта 2014                                | 236       |
| Проверенные мифы: Может ли шар для пинг-понга нанести смертельную травму, если он летит достаточно быстро? Надёжны ли пушка и пушечные ядра, сделанные изо льда? |            | |                                             |           |
| 216 | 9          | «Киновзрывы» «Fire in the Hole»                                                                    | 10 июля 2014                                | 237       |
| Проверенные мифы: Можно ли выстрелом попасть в летящую гранату и обезвредить её? Можно ли сдержать взрыв тротила внутри обычных объектов? |            | |                                             |           |
| 217 | 10         | «Домашние катастрофы» «Household Disasters»                                                        | 17 июля 2014 (US) 26 мая 2014 (AUS)         | 238       |
| Проверенные мифы: Может ли взрыв водонагревателя потушить пожар? Является ли солнцезащитный крем легковоспламеняющимся? Может ли упавший на дом рояль проломить крышу и пол дома? Взорвётся ли пылесос, засосавший порох? Может ли собачья миска разжечь огонь ? |            | |                                             |           |
| 218 | 11         | «Рекламные мифы» «Commercial Myths» «Apple Bobbing Bungee/Tennis Wing Walk»                        | 24 июля 2014 (US) 19 мая 2014 (AUS)         | 239       |
| Проверенные мифы: Можно ли схватить зубами яблоко во время 100-футового (45,3 м) прыжка с тарзанки? Можно ли играть в теннис на крыле самолёта во время полёта? |            | |                                             |           |
| 219 | 12         | «Ярость на дороге» «Road Rage» «Driving This Crazy»                                                | 31 июля 2014 (US) 12 мая 2014 (AUS)         | 240       |
| Проверенные мифы: Когда две машины пытаются сбить друг друга с дороги, всегда ли это приводит к долгому и сложному поединку? Езда на двух колёсах так же легка, как кажется? Можно ли использовать Corvette в качестве рампы для прыжка на автомобиле, как в показано фильме Особо опасен? |            | |                                             |           |
| 220 | 13         | «Законы привлекательности» «Laws of Attraction»                                                    | 7 августа 2014                              | 241       |
| Проверенные мифы: Мужчины предпочитают блондинок. Работают ли феромонные спреи? Женщин привлекают богатые мужчины. Мужчины дают больше чаевых женщинам с большей грудью. Ухудшается ли интеллект человека в присутствии представителей противоположного пола? |            | |                                             |           |
| 221 | 14         | «Мифы о пробках» «Traffic Tricks»                                                                  | 7 августа 2014 (US) 22 июля 2013 (AUS)      | 242       |
| Проверенные мифы: Если один автомобиль слегка тормозит, станет ли это причиной серьёзной пробки? В пробке оставаться в одной полосе движения, а не менять полосу. Являются ли круговые перекрёстки более эффективными, чем обычные? Если вы путешествуете меньше чем на 400 миль(644 км), то лучше ехать на автомобиле, чем лететь на самолёте. |            | |                                             |           |
| 222 | 15         | «Посадка в самолёт» «Plane Boarding» «Plane Boarding/Bite the Bullet»                              | 21 августа 2014 (US) 17 сентября 2012 (AUS) | 243       |
| Проверенные мифы: Является ли метод, используемый для посадки на самолёты большинством авиакомпаний, неэффективным? Можно ли сделать неотслеживаемую пулю из зубов? Примечание: Последнее появление Кэри Байрон, Гранта Имахара, и Тори Белечи. Это последний эпизод с заставкой 2006 года и последний эпизод с музыкальной темой рок-группы The Dandy Warhols. |            | |                                             |           |

### Сезон 2015
| № в сериале | № в сезоне | Название                                                                              | Дата премьеры                                | № в общем |
| --- | ---------- | ------------------------------------------------------------------------------------- | -------------------------------------------- | --------- |
| 223 | 1          | «Специальный выпуск: Симпсоны» «The Simpsons Special»                                 | 10 января 2015                               | 244       |
| Проверенные мифы: Может ли бомба-вишенка, брошенная в школьный туалет, заставить воду бить из унитазов как гейзер? Может ли человек на шаровом таране защитить здание от разрушения? Примечание: Гость эпизода - исполнительный продюсер Симпсонов Эл Джин. |            |                                                                                       |                                              |           |
| 224 | 2          | «В поисках утраченных легенд» «Indiana Jones Special» «The Busters of the Lost Myths» | 17 января 2015                               | 245       |
| Проверенные мифы: Мог ли Индиана Джонс обогнать батарею настенных стреломётов? Можно ли вы обезоружить врага с помощью кнута? Может ли скорость кончика кнута быть больше скорости звука? Можно ли перепрыгнуть через пропасть с помощью кнута? |            |                                                                                       |                                              |           |
| 225 | 3          | «Специальный выпуск: Команда «А»» «A-Team Special»                                    | 24 января 2015                               | 246       |
| Проверенные мифы: Можно ли вы построить пропановую пушку для стрельбы досками? Можете но ли безопасно обезвредить преследующую машину, подбросив взрывом крышку канализационного люка? |            |                                                                                       |                                              |           |
| 226 | 4          | «Специальный выпуск: Видеоигры» «Video Game Special»                                  | 31 января 2015                               | 247       |
| Проверенные мифы: возможно ли легко носить с собой и использовать большое количество оружия, как в игре Doom? Возможно ли вы легко нарезать большое количество подброшенных фруктов, как в игре Fruit Ninja? |            |                                                                                       |                                              |           |
| 227 | 5          | «Трансформеры» «"Transformers»                                                        | 7 февраля 2015                               | 248       |
| Проверенные мифы: Можно ли переделать автомобиль в мотоцикл? Можно ли модифицировать велосипед для езды как по суше, так и по воде? |            |                                                                                       |                                              |           |
| 228 | 6          | «Дрифт в Сан-Франциско» «San Francisco Drift»                                         | 14 февраля 2015                              | 249       |
| Проверенные мифы: Можно ли вы повернуть за угол в дрифте быстрее, чем обычными методами вождения? Можно ли сделать параллельную парковку дрифтом, не задев соседние автомобили или бордюр? |            |                                                                                       |                                              |           |
| 229 | 7          | «Взрыв на воде» «Blow It Out of the Water»                                            | 18 июля 2015                                 | 250       |
| Проверенные мифы: Можно ли подводным взрывом подбросить лодку в воздух, не уничтожив её? Можно ли установить пулемёт с дистанционным управлением в багажник автомобиля и использовать его, чтобы убить целую комнату людей, как это показано в финальном эпизоде сериала Во все тяжкие? Примечание: Гость эпизода - создатель сериала Во все тяжкие Винс Гиллиган. |            |                                                                                       |                                              |           |
| 230 | 8          | «Полёт фантазии» «Flights of Fantasy»                                                 | 25 июля 2015                                 | 251       |
| Проверенные мифы: Действительно ли на Lockheed U-2 труднее летать и приземляться, чем на любом другом самолёте, используемом в настоящее время? Могут ли винты беспилотника травмировать человека? |            |                                                                                       |                                              |           |
| 231 | 9          | «Скрытая угроза» «Accidental Ammo»                                                    | 1 августа 2015 (US) 27 мая 2015 (FIN)        | 252       |
| Проверенные мифы: Может ли камень, вылетевший из газонокосилки, иметь такую же силу, как выстрел пули из .357 Magnum? Может ли падающее стекло разрезать человека пополам? |            |                                                                                       |                                              |           |
| 232 | 10         | «Опасное вождение» «Dangerous Driving»                                                | 8 августа 2015                               | 253       |
| Проверенные мифы: Разговоры по телефону с помощью технологии громкой связи при управлении автомобилем, отвлекает также, как при держании телефона в руке? Легко ли вести автомобиль задним ходом на высокой скорости? |            |                                                                                       |                                              |           |
| 233 | 11         | «Стрелки-профи» «Supernatural Shooters»                                               | 15 августа 2015 (US) 10 мая 2015 (NLD & BEL) | 254       |
| Проверенные мифы: Может ли наёмный убийца выстрелить через стену и поразить движущуюся цель с другой стороны? Можно ли эффективно стрелять пулями между пальцев, также как в фильме Пристрели их? Примечание: Специальный гость эпизода актёр сериала Во все тяжкие Джонатан Бэнкс.                                                                                |            |                                                                                       |                                              |           |
| 234 | 12         | «Незаконченное дельце» «Unfinished Business»                                          | 22 августа 2015                              | 255       |
| Проверенные мифы: Может ли видеоигра, имитирующая навык, привести к реальному улучшению этого навыка? Являются ли полые дорожные шипы более эффективными для остановки автомобиля, чем сплошные? Сложно ли удерживать гранату после выдёргивания предохранительной чеки? Возможно ли вы стрелять и заряжать пистолет так же быстро, как в голливудском боевике?    |            |                                                                                       |                                              |           |
| 235 | 13         | «Челюсти: месть» «MythBusters vs. Jaws»                                               | 29 августа 2015                              | 256       |
| Проверенные мифы: Есть ли способ выстрелом взорвать водолазный баллон во рту акулы? (перепроверка мифа из эпизода «Челюсти») Изгонит ли акул звук касаток? Изгонит ли живых акул запах мёртвых? |            |                                                                                       |                                              |           |
| 236 | 14         | «Звёздные войны: Ответный удар» «Star Wars 2» «Star Wars - The Myths Strike Back»     | 5 сентября 2015                              | 257       |
| Проверенные мифы: Можно ли уйти от выстрелов штурмовика? Обладает ли преимуществом боец находящийся выше чем противник? Примечание: Этот эпизод посвящён Звёздным войнам. |            |                                                                                       |                                              |           |

### Сезон 2016
| № в сериале | № в сезоне | Название | Дата премьеры        | № в общем |
| --- | ---------- | --- | -------------------- | --------- |
| 237 | 1          | «Разрушители легенд - За кулисами» «MythBusters Revealed» «MythBusters Revealed: The Behind the Scenes Season Opener» | 2 января 2016        | 258       |
| Проверенные мифы: Взгляд за кулисы производства заключительного сезона с нарезкой мифов из сезона 2016 года. |            | |                      |           |
| 238 | 2          | «Взрывной выпуск» «The Explosion Special»                                                                             | 9 января 2016        | 259       |
| Проверенные мифы: Может ли мокрый цемент в почтовом грузовике не дать взрыву бомбы ранить людей или разрушить грузовик, как это показано в сериале Секретный агент Макгайвер? Возможно ли безопасно пересечь минное поле на судне на воздушной подушке? |            | |                      |           |
| 239 | 3          | «Сжатие танкера» «Tanker Crush»                                                                                       | 16 января 2016       | 260       |
| Проверенные мифы: Разрушится ли сам по себе заполненный паром железнодорожный вагон-цистерна при охлаждении? |            | |                      |           |
| 240 | 4          | «Кухонный хаос» «Cooking Chaos»                                                                                       | 23 января 2016       | 261       |
| Проверенные мифы: Можно ли мгновенно приготовить креветки, выстрелив ими через облака муки, яиц, панировочных сухарей и огня? Можно ли вы использовать подводный взрыв, чтобы сделать сок внутри фрукта, не повредив кожуру? |            | |                      |           |
| 241 | 5          | «За руль с огоньком» «Driven to Destruction»                                                                          | 30 января 2016       | 262       |
| Проверенные мифы: Можно ли расплющить машину взрывом? Можете ли поднять автомобиль в воздух бытовым пылесосом? |            | |                      |           |
| 242 | 6          | «Волонтёрский спецвыпуск» «Volunteer Special»                                                                         | 6 февраля 2016       | 263       |
| Проверенные мифы: Является ли топор более эффективным оружием, чем ружьё, при нашествии зомби(перепроверка мифа из эп. «Спецвыпуск "Ходячие мертвецы"»)? Какой способ ожидания очереди в магазине более эффективен? |            | |                      |           |
| 243 | 7          | «Поражение - не вариант» «Failure Is Not an Option!»                                                                  | 13 февраля 2016      | 264       |
| Проверенные мифы: На грунтовой дороге дрифт быстрее, чем обычная езда (перепроверка мифа из эп. «Дрифт в Сан-Франциско»)? Может ли металлический прикуриватель остановить пулю? (перепроверка мифа из эп. «Древний луч смерти») Может ли полный аквариум остановить выстрел из дробовика? Можно ли пережить два одинаковых одновременных взрыва, стоя между ними? |            | |                      |           |
| 244 | 8          | «Человек-ракета» «Rocketman» «Rocketmen»                                                                              | 20 февраля 2016 года | 265       |
| Проверенные мифы: Можно ли использовать в качестве альтернативного ракетного топлива мармеладных мишек и фекалии? |            | |                      |           |
| 245 | 9          | «Спецвыпуск Reddit» «Reddit Special»                                                                                  | 27 февраля 2016      | 266       |
| Проверенные мифы: Видны ли кишечные газы на тепловизорной камере? Можно ли пережить падение с вертолёта, забравшись в шар для зорбинга? Действительно ли легко выбраться из бумажного пакета? |            | |                      |           |
| 246 | 10         | «Грандиозный финал» «Grand Finale» «The MythBusters Grand Finale»                                                     | 5 марта 2016         | 267       |
| Адам и Джейми заканчивают шоу двумя грандиозными взрывами, прощаются с Бастером и уничтожают реквизит из прошлых сезонов с помощью тарана. |            | |                      |           |
| 247 | 11         | «Разрушители легенд - Воссоединение» «Reunion» «MythBusters: The Reunion»                                             | 5 марта 2016         | 268       |
| Адам и Джейми приглашают Гранта, Тори и Кэри, чтобы обсудить историю шоу и рассказать, что оно для них значит. |            | |                      |           |
| 248 | 12         | «Скотч - возвращение» «Duct Tape: The Return»                                                                         | 6 марта 2016         | 269       |
| Проверенные мифы: Можно ли построить рабочий требушет, скреплённый только клейкой лентой? Может ли ремень безопасности из клейкой ленты спасти вашу жизнь в автомобильной аварии? Примечание: Это эпизод вышел в эфир на канале Science. Это последний эпизод оригинального шоу. Последнее появление Адама Сэвиджа и Джейми Хайнемана.                            |            | |                      |           |

### Сезон 2017
| № в сериале | № в сезоне | Название                                                              | Дата премьеры   | № в общем |
| --- | ---------- | --------------------------------------------------------------------- | --------------- | --------- |
| 249 | 1          | «Снос голов» «Heads Will Roll»                                        | 15 ноября 2017  | 270       |
| Проверенные мифы: Умрёте ли вы при аварии, если находитесь на переднем пассажирском сиденье автомобиля и положили свои ноги на приборную панель? Можно ли отрезать мечом чью-то голову так быстро и плавно, чтобы голова осталась на теле жертвы? Примечание: Первое появление Джона Лунга и Брайана Лоудэна.                                                                   |            |                                                                       |                 |           |
| 250 | 2          | «Труба-пушка» «Chimney Cannon»                                        | 22 ноября 2017  | 271       |
| Проверенные мифы: Вылетит ли грабитель из дымохода, если зажечь газовый камин? Может ли пуля, застрявшая в дереве, убить дровосека, если его бензопила заденет пулю? |            |                                                                       |                 |           |
| 251 | 3          | «Смертельная духовка и смертоносный бойлер» «Earthquake Water Heater» | 29 ноября 2017  | 272       |
| Проверенные мифы: Может ли водонагреватель, упавший при землетрясении, взорваться, разрушить гараж, в котором он находится, и дом на колёсах, припаркованный рядом с ним? Могут ли кишечные газы вызвать взрыв? |            |                                                                       |                 |           |
| 252 | 4          | «Рок и ярость» «Rock 'n' Roll Road Rage»                              | 6 декабря 2017  | 273       |
| Проверенные мифы: Может ли выпрыгнувший карп убить водного лыжника, ударив его? Приводит ли прослушивание агрессивной музыки к агрессивному вождению? |            |                                                                       |                 |           |
| 253 | 5          | «Невидимые убийцы» «Invisible Assassins»                              | 13 декабря 2017 | 274       |
| Проверенные мифы: Может ли опалубочный гвоздь, выстеленный из огнетушителя, покалечить плохого парня? Может ли нить накалывания, помещённая в ружейный патрон, вместо лампочки и обёрнутая мешком гаек и болтов , стать смертельной осколочной гранатой при включении? Может ли ружейный патрон выстрелить из-под пола от удара гвоздём и убить наступившего на доску человека? |            |                                                                       |                 |           |
| 254 | 6          | «Труп-дублёр» «Dead Body Double»                                      | 20 декабря 2017 | 275       |
| Проверенные мифы: Возможно ли использовать труп как щит в перестрелке? Может ли неньютоновская жидкость защитить от взрыва бомбы? |            |                                                                       |                 |           |

### Сезон 2018
| № в сериале | № в сезоне | Название                                                                         | Дата премьеры                        | № в общем |
| --- | ---------- | -------------------------------------------------------------------------------- | ------------------------------------ | --------- |
| 255 | 1          | «Горящая стрела и бензобак» «Fire Arrow vs. Gas Tank» «Fiery Arrow vs. Gas Tank» | 3 января 2018                        | 276       |
| Проверенные мифы: Смертельно ли попадание падающей стрелы? Возможно ли поджечь машину, попав в бензобак горящей стрелой?                                                                                         |            |                                                                                  |                                      |           |
| 256 | 2          | «Стеклянная рама» «Pane in the Glass»                                            | 10 января 2018                       | 277       |
| Проверенные мифы: Есть ли способ почистить лук не заплакав? Можно ли спрыгнув с небоскрёба, повернуться к нему лицом, разбить выстрелом стекло и запрыгнуть в здание невредимым?                                 |            |                                                                                  |                                      |           |
| 257 | 3          | «Дикий Запад» «Wild Wild West»                                                   | 17 января 2018                       | 278       |
| Проверенные мифы: Что эффективнее - тщательно прицеливаться или выпустить в противника град пуль? Можно ли с помощью многозарядного арбалета с автоматической подачей динамита победить злодеев?                 |            |                                                                                  |                                      |           |
| 258 | 4          | «Суперфонтан» «Spike in the Road» «Geezer Geyser»                                | 24 января 2018                       | 279       |
| Проверенные мифы: Возможно ли ли переехать полицейские шипы без повреждений, с помощью специальных приспособлений и голливудских трюков? Может ли фонтан поднять человека, лежащего на надувном круге, в воздух? |            |                                                                                  |                                      |           |
| 259 | 5          | «Динамитный депозит» «Dynamite Deposit»                                          | 31 января 2018                       | 280       |
| Проверенные мифы: Можно ли открыть сейф изнутри, так чтобы его содержимое осталось нетронутым? Действительно ли собаки и их хозяева похожи друг на друга?                                                        |            |                                                                                  |                                      |           |
| 260 | 6          | «Сила пера» «Backseat Getaway Driver» «Knock Me Over with a Feather»             | 7 февраля 2018                       | 281       |
| Проверенные мифы: Можно ли сбить кого-либо пёрышком? Может ли человек со сломанными ногами уйти от погони, управляя автомобилем с заднего сидения и нажимая педали тростью?                                      |            |                                                                                  |                                      |           |
| 261 | 7          | «Высоковольтный побег» «Electrified Escape»                                      | Не показан (US) 21 февраля 2018 (UK) | 282       |
| Проверенные мифы: Можно ли подпрыгнув вверх избежать столкновения с автомобилем? Можно ли выбраться из автомобиля, на который упал столб ЛЭП, избежав удара током?                                               |            |                                                                                  |                                      |           |
| 262 | 8          | «Бомбометание» «Dropping a Bomb»                                                 | Не показан (US) 28 февраля 2018 (UK) | 283       |
| Проверенные мифы: Возможно ли прочистить засорённый унитаз бомбочкой из расплавленной соли? Можно ли в реальности также отлично, как в видеоиграх, действовать от третьего лица, как от первого?                 |            |                                                                                  |                                      |           |

### Специальные эпизоды
Перечисленные здесь специальные эпизоды выходили в эфир отдельно от обычных сезонов.
| № в сериале | № в сезоне | Название                                                                           | Дата премьеры  |
| --- | ---------- | ---------------------------------------------------------------------------------- | -------------- |
| BO1 | Special1   | «Лучшие мифы о животных» «Best Animal Myths»                                       | 21 марта 2004  |
| Куриная пушка, Память золотой рыбки и Кряканье утки. |            |                                                                                    |                |
| BO2 | Special2   | «Лучшие мифы о электричестве» «Best Electric Myths»                                | 6 мая 2004     |
| Мочеиспускание на контактный рельс, Пирсинг притягивает молнию и Смертельные микроволны. |            |                                                                                    |                |
| BO3 | Special3   | «Лучшие Взрывы» «Best Explosions»                                                  | 29 июня 2004   |
| Сотовый телефон как причина взрыва, Енотовая ракета, Пушка из дерева и Взрывающийся туалет. |            |                                                                                    |                |
| SP11 | Special4   | «Юные учёные» «Young Scientist Special»                                            | 26 апреля 2008 |
| Проверенные мифы: Электромобили всё ещё медленные. Парниковый эффект вызывает...: - ...углекислый газ; - ...метан. Метан, получаемый из навоза, можно использовать в полезных целях. Примечание: Это эпизод вышел в эфир на канале Science. Бывший Разрушитель Скотти Чэпмэн участвовала в этом эпизоде в качестве ассистента, вместе с юными учёными - победителями конкурса «Юный учёный Discovery — 2007». |            |                                                                                    |                |
| SP13 | Special5   | «Автомобильная головоломка» «Car Conundrum»                                        | 23 июня 2010   |
| Этот специальный выпуск был смонтирован из уже знакомых зрителям мифов: - Машина под водой из эп. «Машина под водой»; - Голливудский краш-тест из эп. «Гонки на выживание»; - Открыть автомобиль теннисным мячиком из эп. «Выбор зрителей»; |            |                                                                                    |                |
| BC1 | Special6   | «Монтаж Бастера: Алкогольные мифы» «Buster's Cut: Alcohol Myths»                   | 30 июня 2010   |
| Монтаж Бастера из эп. «Алкогольные мифы» |            |                                                                                    |                |
| BC2 | Special7   | «Монтаж Бастера: Час липкой ленты - 2» «Buster's Cut: Duct Tape Hour 2»            | 7 июля 2010    |
| Монтаж Бастера из эп. «Час липкой ленты - 2» |            |                                                                                    |                |
| BC3 | Special8   | «Монтаж Бастера: Вышибание из носков» «Buster's Cut: Knock Your Socks Off»         | 14 июля 2010   |
| Монтаж Бастера из эп. «Вышибание из носков» |            |                                                                                    |                |
| BC4 | Special9   | «Монтаж Бастера: Выбор зрителей. Триквел» «Buster's Cut: Viewer Special Threequel» | 21 июля 2010   |
| Монтаж Бастера из эп. «Выбор зрителей. Триквел» |            |                                                                                    |                |
| BC5 | Special10  | «Монтаж Бастера: Удар бутылкой» «Buster's Cut: Bottle Bash»                        | 28 июля 2010   |
| Монтаж Бастера из эп. «Удар бутылкой» |            |                                                                                    |                |
| DD1 | Special11  | «Гонки на выживание: Голливудский хаос» «Demolition Derby: Hollywood Havoc»        | 5 января 2011  |
| Это нарезка ранее проверенных автомобильных и киномифов из разных эпизодов. |            |                                                                                    |                |
| DD2 | Special12  | «Гонки на выживание: Автомобильный хаос» «Demolition Derby: Car Chaos»             | 12 января 2011 |
| Это нарезка ранее проверенных автомобильных мифов из разных эпизодов. |            |                                                                                    |                |
| SP21 | Special13  | «Взрыв из прошлого» «Blast From The Past»                                          | 1 мая 2013     |
| Обновлённая версия первого в истории "Разрушителей Мифов" эпизода «Реактивный "шевроле"», с подробностями и информацией. |            |                                                                                    |                |